# Cattedrali gotiche francesi
Le cattedrali gotiche francesi sono un insieme di chiese cattedrali in stile gotico, che sorsero in Francia a partire dalla seconda metà del XII secolo. Le principali di esse erano già edificate, o in corso di edificazione, agli inizi del XIII secolo.

## Contesto storico
Le grandi cattedrali gotiche sorsero nel periodo nel quale il regno dei Capetingi si affermava su tutta la Francia a partire dall'Île-de-France, dove la pace e la sicurezza ripristinate nella prima metà del XII secolo avevano portato prosperità. Con il progressivo ingrandimento dei domini capetingi nuove cattedrali vennero iniziate anche nei territori via via annessi.
Le risorse per la costruzione di queste grandi opere architettoniche derivavano principalmente dalle offerte dei fedeli, in denaro o in manodopera, con il contributo di somme tratte dalle rendite vescovili. A volte i fondi erano insufficienti, con conseguenti rallentamenti o sospensioni dei lavori. La durata della costruzione di molte cattedrali fu infatti piuttosto lunga: 50 anni per quella di Chartres, 60 per Amiens, 80 per  Parigi, 90 per  Reims, 100 per Bourges, mentre la cattedrale di Beauvais non venne mai del tutto completata.

## Elenco di cattedrali e grandi chiese gotiche francesi

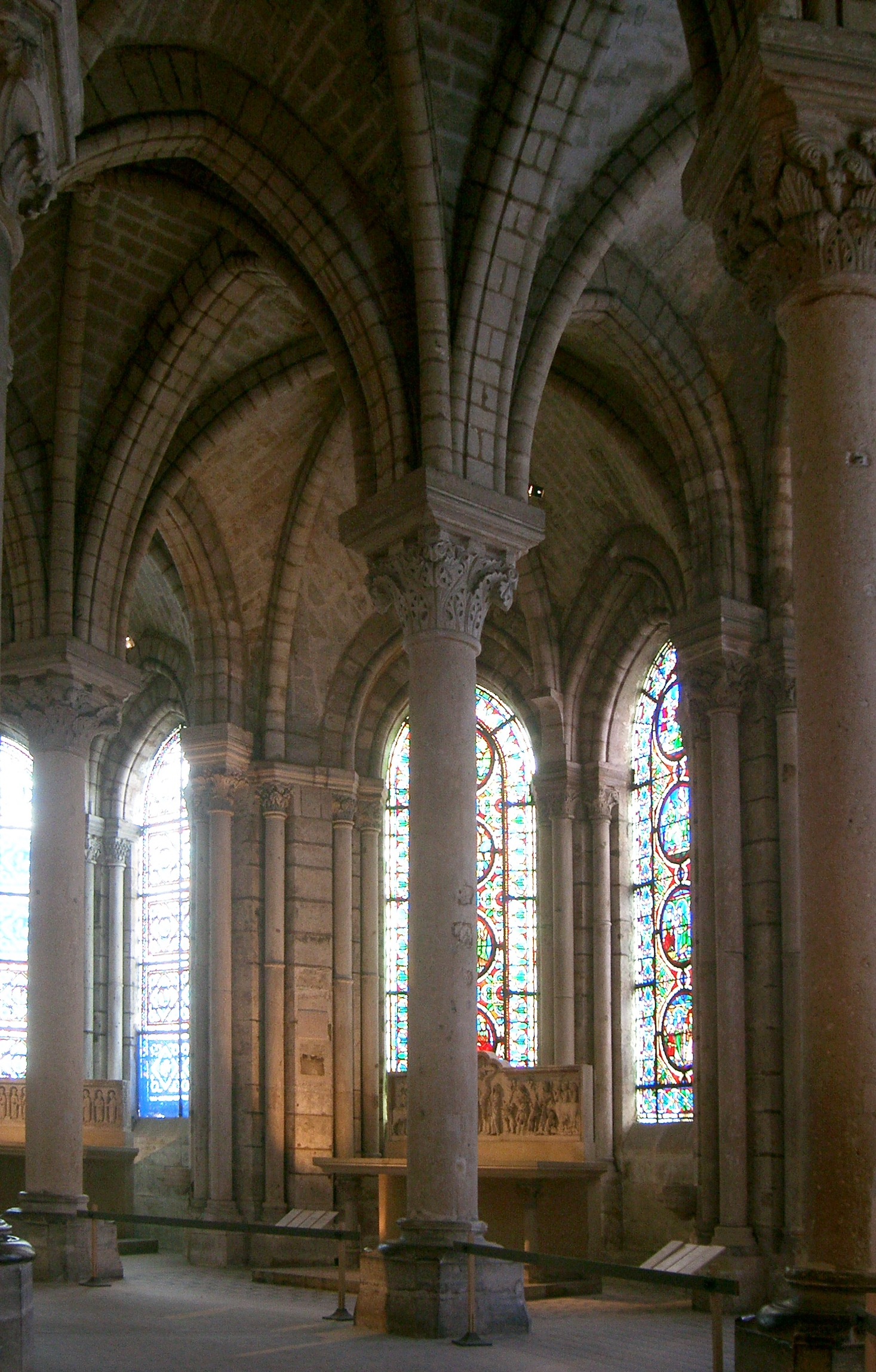
Coro della chiesa abbaziale di Saint-Denis a Parigi

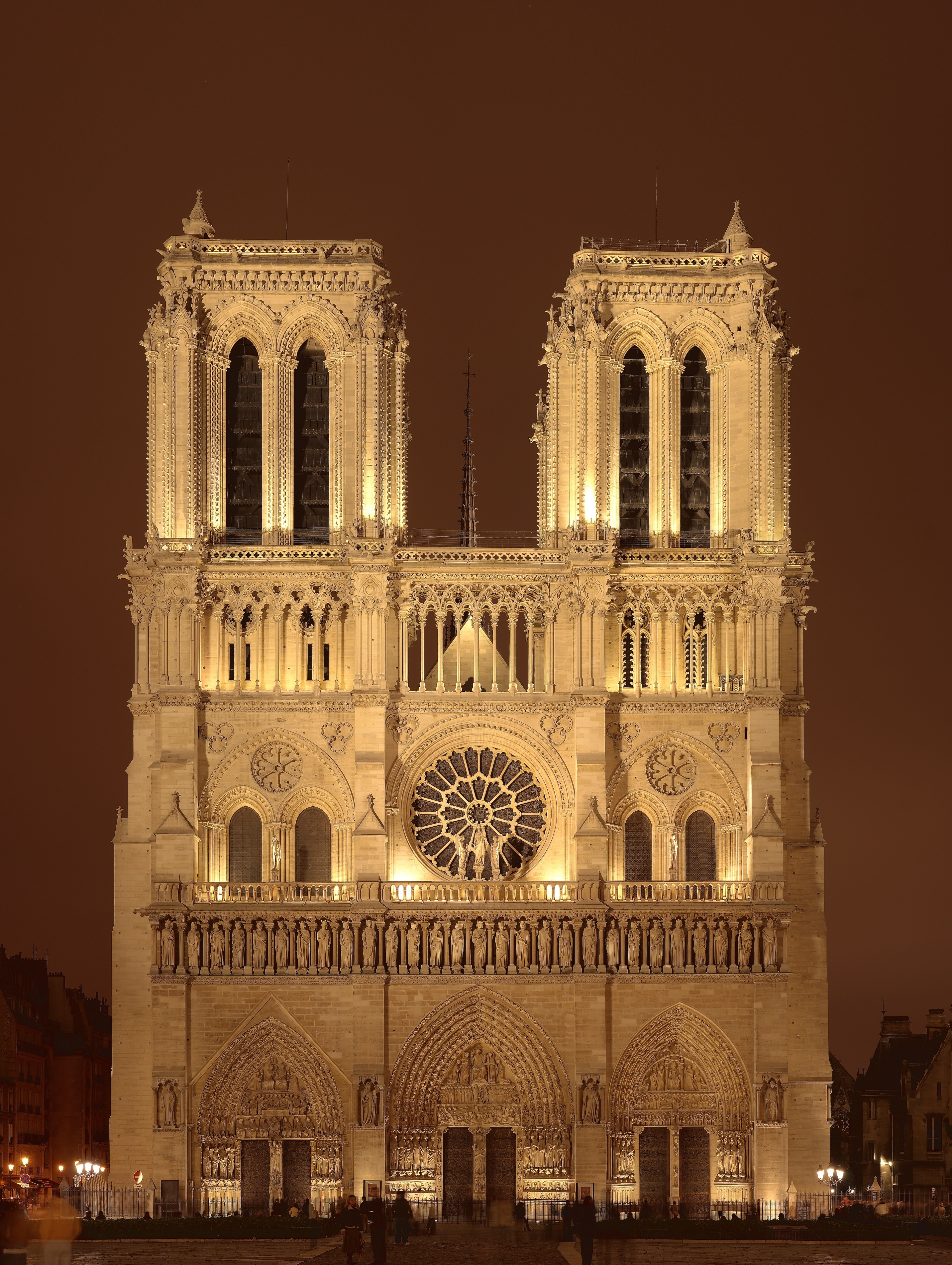
Facciata della cattedrale di Notre-Dame di Parigi

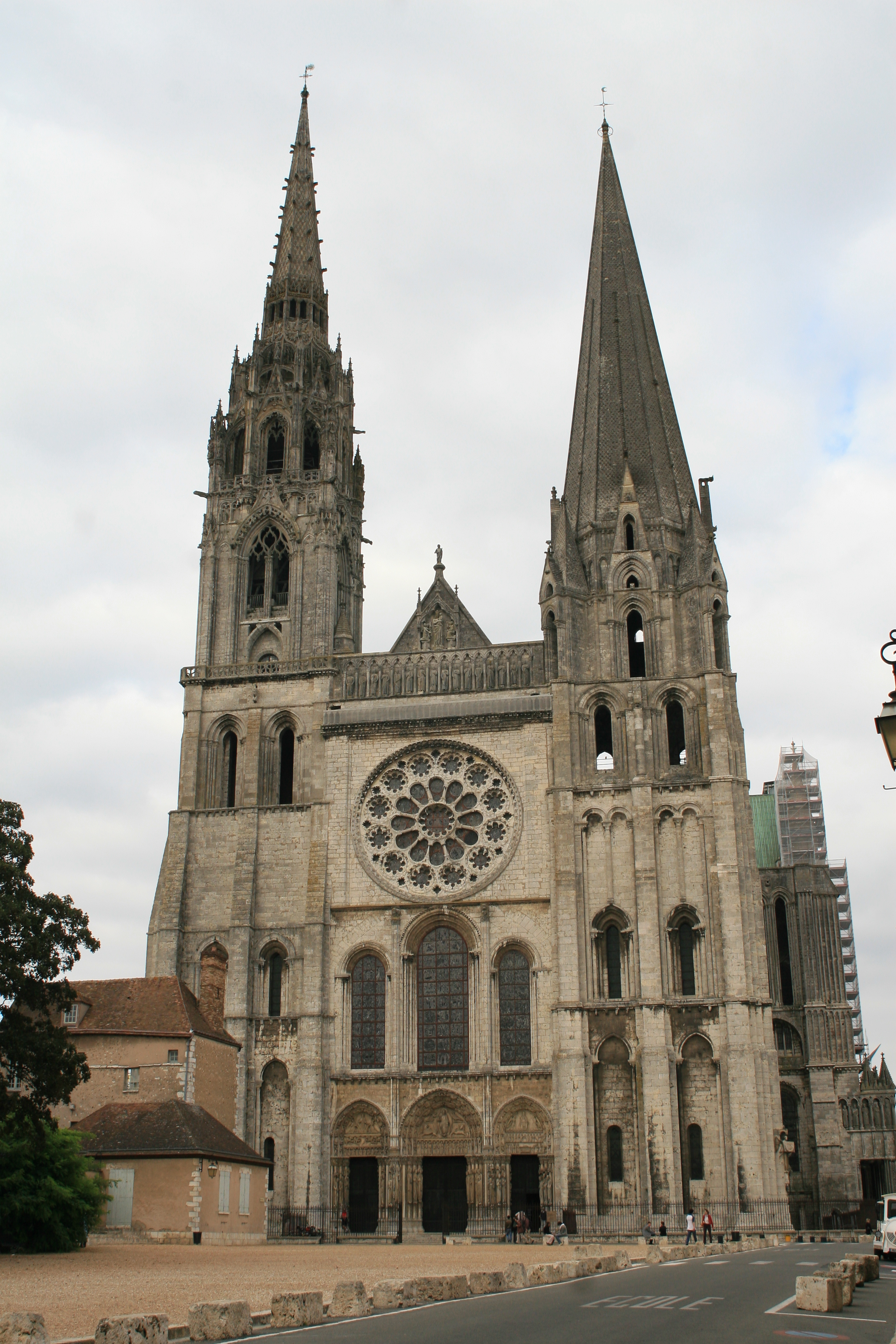
Facciata della cattedrale di Notre-Dame di Chartres

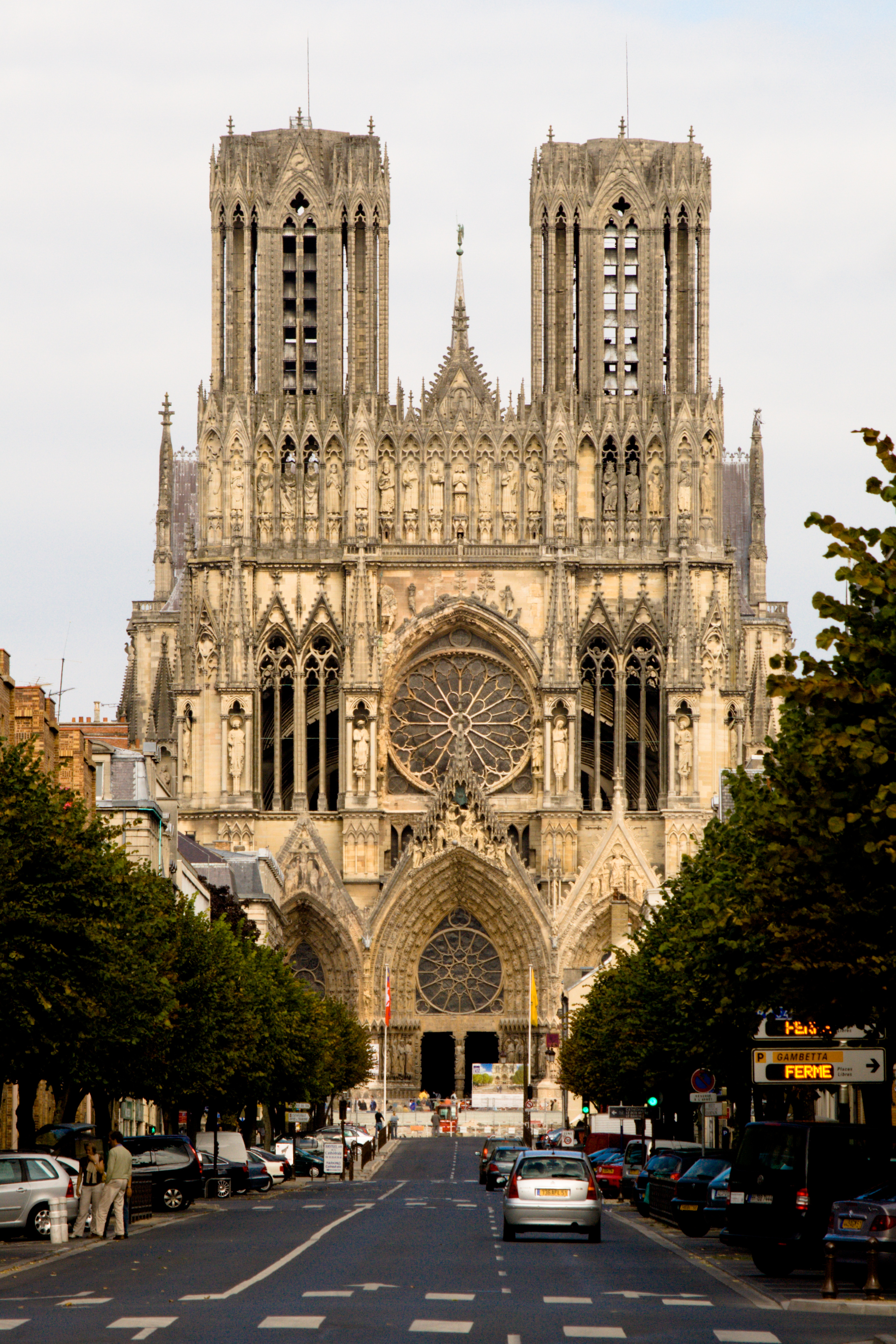
Cattedrale di Notre-Dame di Reims

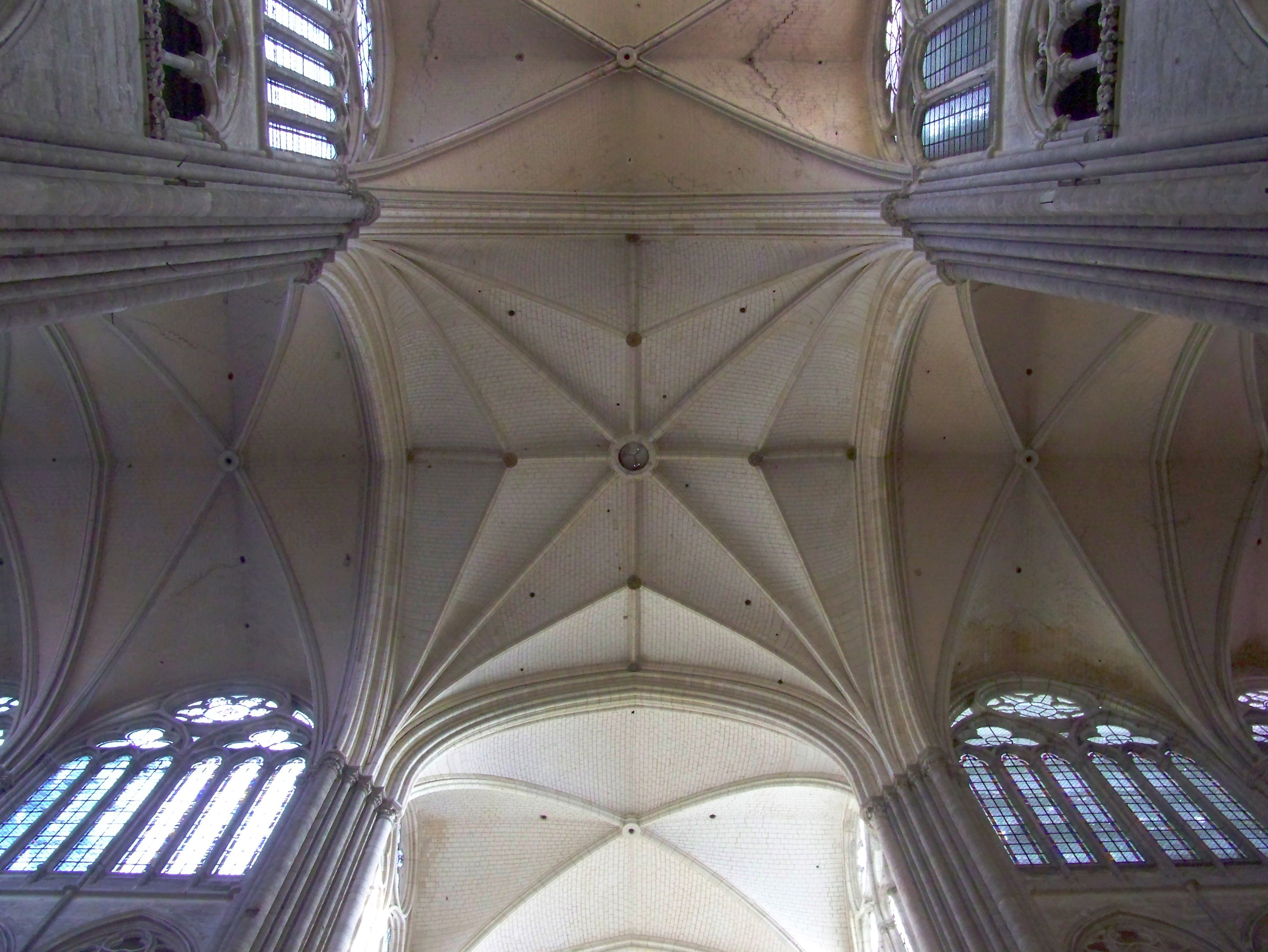
Volte nella cattedrale di Notre-Dame di Amiens

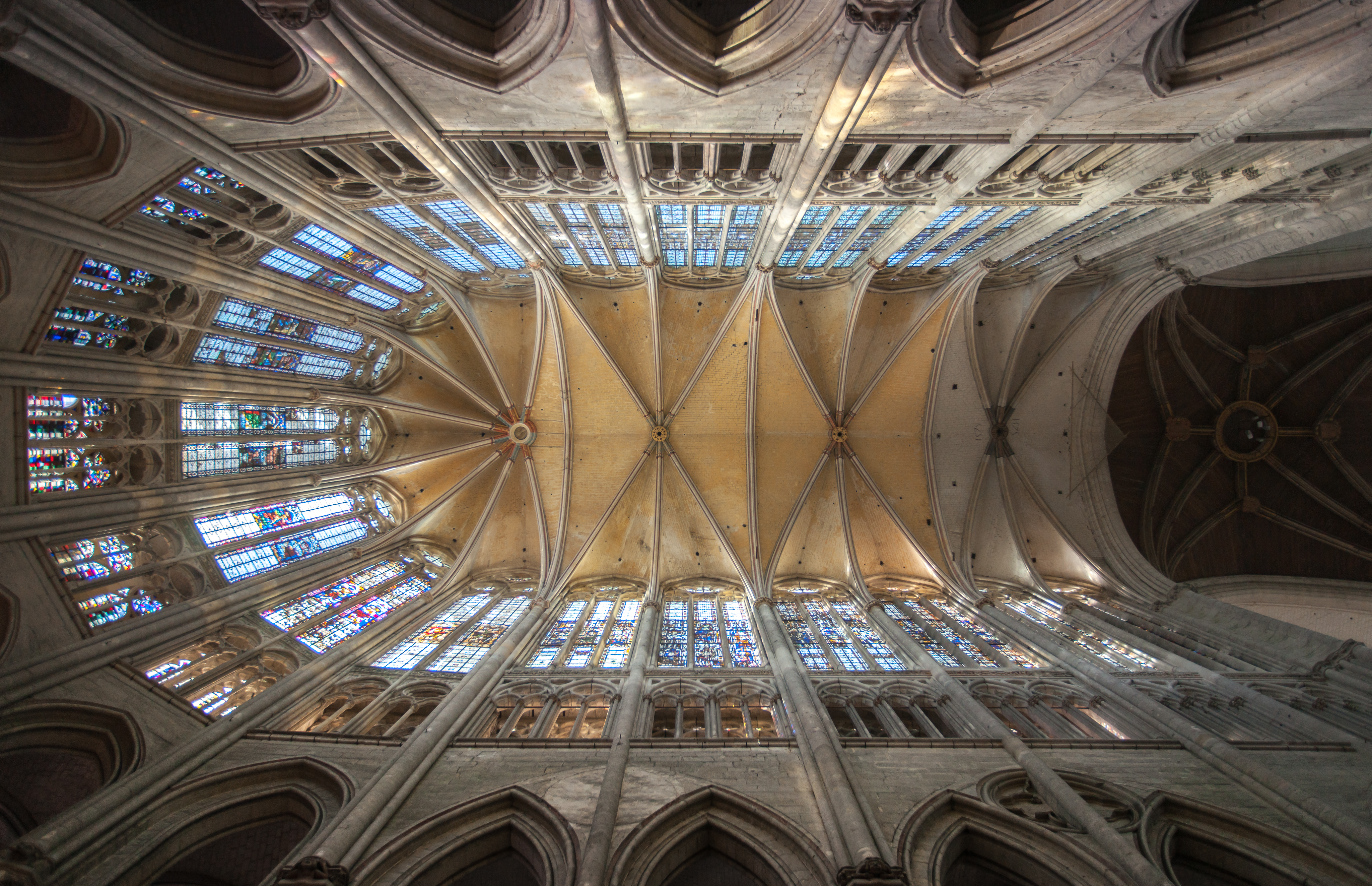
Volte nella cattedrale di Saint-Pierre di Beauvais

Elenco delle cattedrali e delle grandi chiese gotiche costruite in Francia nel XII e XIII secolo, in ordine per anno di inizio dei lavori.
- Chiesa abbaziale di Saint-Denis a Parigi (1135-1136).
- Cattedrale di Saint-Étienne di Sens (1143)
- Cattedrale di Notre-Dame di Noyon (1150).
- Cattedrale di San Mamete di Langres (coro 1150 circa).
- Cattedrale di Notre-Dame di Senlis (1151 o 1153).
- Cattedrale di Notre-Dame di Laon (1150-1155).
- Cattedrale di Notre-Dame di Parigi (1163).
- Cattedrale dei Santi Gervasio e Protasio di Soissons (1176)
- Cattedrale di Notre-Dame di Bayeux (1180)
- Cattedrale di Notre-Dame di Chartres (dopo il 1194)
- Cattedrale di Santo Stefano di Bourges (1195).
- Cattedrale di Santo Stefano di Meaux (fine del XII secolo).
- Cattedrale di Notre-Dame de l'Assomption di Rouen (navata, dopo il 1200)
- Cattedrale dell'Assunta e dei Santi Gervasio e Protasio di Sées (1210)
- Cattedrale di Notre-Dame di Reims (1211).
- Cattedrale di Saint-Cyr-et-Sainte-Julitte di Nevers (dopo il 1212)
- Cattedrale di Saint-Étienne di Auxerre (1215).
- Cattedrale di Saint-Julien di Le Mans (coro, 1217).
- Cattedrale di Notre-Dame di Amiens (1220).
- Cattedrale di Santo Stefano di Metz (1220)
- Cattedrale di Saint-Pierre di Beauvais (1225).
- Cattedrale di Notre-Dame di Strasburgo (navata gotica, 1225)
- Cattedrale dei Santi Pietro e Paolo di Troyes (1228).
- Cattedrale di Santo Stefano di Châlons-en-Champagne (dopo il 1230).
- Cattedrale di Saint-Gatien di Tours (coro, 1236).
- Cattedrale di Notre-Dame-de-l'Assomption di Clermont-Ferrand (1248).
- Cattedrale di Notre-Dame di Évreux (ricostruzione del 1250 circa)
- Cattedrale di Sant'Andrea di Bordeaux (trasformazione della navata, metà del XIII secolo).
- Cattedrale di Sainte-Marie di Bayonne (coro, 1258).
- Basilica di Saint-Nazaire di Carcassonne (coro e transetto 1267)
- Cattedrale di Saint-Étienne di Limoges (1273).
- Cattedrale di Saint-Étienne di Tolosa (coro, 1273).
- Cattedrale di Notre-Dame di Rodez (coro, 1277)
- Cattedrale di Saint-Just di Narbona (1286).

## Architetti e cantieri
Gli architetti erano scelti tra gli scalpellini ed erano coadiuvati da un mastro muratore, un mastro carpentiere, un mastro fabbro, un mastro idraulico, un mastro scultore e un mastro vetraio. Tutti questi artigiani si formavano con un apprendistato di più anni e con viaggi in diversi cantieri, dove potevano osservare le novità del mestiere.
L'architetto presentava al vescovo e al capitolo della cattedrale una pianta e un modello della chiesa e se questi venivano approvati dirigeva i lavori, controllando il taglio della pietra e la scultura, organizzando il cantiere, fornendo disegni dei partiti decorativi e delle iconografie e scegliendo i materiali. Gli veniva affiancato un canonico come amministratore, con il compito di tenere i conti, contrattare gli acquisti e pagare quanto dovuto a lui, ai suoi collaboratori e agli operai.
Il lavoro procedeva con il tracciamento della pianta, lo scavo delle fondazioni, la cerimonia della posa della prima pietra e l'elevazione dei muri, la copertura a volta e infine con la sistemazione di statue e bassorilievi. La vecchia chiesa doveva essere preservata per la continuazione del culto e veniva distrutta solo quando la nuova cattedrale poteva ospitare un altare dove potessero essere svolte le cerimonie liturgiche.
La lunga durata dei cantieri e vari motivi contingenti potevano determinare la necessità di variazioni di pianta, o deviazioni di asse, o diversità nelle misure delle larghezze delle navate o dell'altezza dei supporti, senza eccessive preoccupazioni di simmetria.
Venivano applicate nella costruzione formule geometriche tramandate ai propri figli o apprendisti, che determinavano le proporzioni dell'opera, in continua evoluzione sulla base delle esperienze precedenti.
Gli architetti godevano di alta considerazione. Soprattutto a partire dal XIII secolo molti di essi hanno lasciato traccia dei loro nomi in iscrizioni all'interno dell'edificio:
- Jean de Chelles a Parigi (1258);
- Pierre de Chelles, Jean Ravy e suo nipole Jean le Bouteiller, nella recinzione del coro della medesima chiesa, nella prima metà del XIV secolo;
- Robert de Luzarche, Pierre e Renaud de Cormont nella cattedrale di Amiens;
- Jean d'Orbais, Jean le Loup, Gaucher de Reims, Bernard de Soissons e Robert de Coucy nella Cattedrale di Reims;
- Jean des Champs a Clermont-Ferrand;
- Hugues Libergier a Reims (chiesa di Saint-Nicaise);
- Jean Vast nella cattedrale di Beauvais;

Di altri conosciamo le opere grazie alle iscrizioni tombali, come per Pierre de Montreuil (morto nel 1267).

## Caratteristiche costruttive e architettoniche

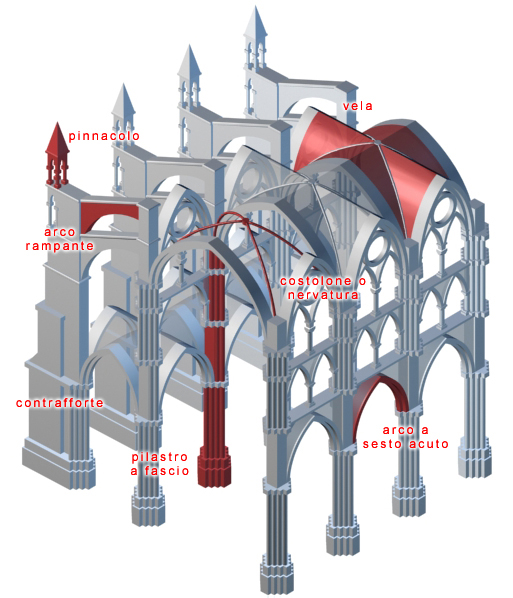
Schema strutturale di una chiesa gotica

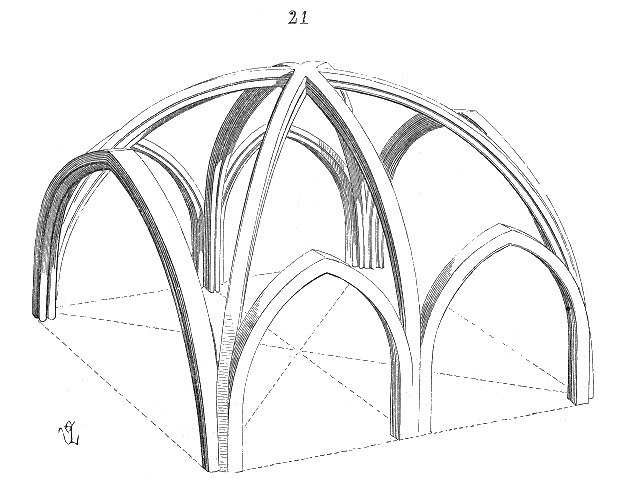
Struttura di una volta a crociera gotica (Eugène Viollet-le-Duc, Dictionnaire raisonné de l'architecture française du XIe au XVI siècle, 1856)

Le cattedrali gotiche sono caratterizzate dall'impiego sistematico dell'arco a sesto acuto e della volta a crociera gotica, che veniva contraffortata prima da tratti di muro sporgenti e poi da archi rampanti.
La loro adozione e la loro evoluzione fu determinata dalla ricerca di un sempre maggiore slancio verso l'alto e di illuminazione naturale per l'interno.
La volta a crociera gotica copriva campate a pianta quadrata o rettangolare ed era caratterizzata dalle costolature diagonali a sesto acuto, che erano le prime ad essere poste in opera. Successivamente si costruivano i quattro compartimenti della volta, nei quali le pietre venivano disposte parallelamente a queste linee.
Le costolature diagonali funzionavano come una sorta di centina permanente e alla funzione di rinforzo aggiunsero un ruolo decorativo: sottolineate da modanature prolungavano le linee delle sottili colonnine che componevano i pilastri fino alla sommità e sottolineavano in tal modo lo slancio verso l'alto.
Tutto il peso della volta si scaricava sui quattro angoli, ma, a differenza della volta a crociera tradizionale, lo spessore della muratura di copertura poteva essere diminuito (in genere 25-35 cm), alleggerendo la struttura.
Un rinforzo delle linee di forza della volta era già comparso nell'architettura romanica, nelle chiese della Lombardia e della Francia sud-occidentale tra la fine dell'XI e gli inizi del XII secolo. Le prime volte con costolature diagonali erano state impiegate nelle chiese romaniche normanne in Inghilterra (cattedrale di Durham, iniziata nel 1093, cattedrale di Winchester, iniziata nel 1079) e in Normandia, ma ancora con archi a tutto sesto.
Nell'Île-de-France, a partire dal secondo quarto del XII secolo, comparve la volta impostata su costolature a sesto acuto, che diminuiva considerevolmente le spinte laterali. Negli esempi più antichi (cattedrale di Beauvais, iniziata nel 1120, chiesa abbaziale di Morienval), le costolature erano parte integrante della muratura della volta, mentre in seguito divennero indipendenti.
L'arco a sesto acuto, era stato già adottato in alcune chiese romaniche della prima metà del XII secolo, soprattutto in Borgogna ed ebbe altezze sempre maggiori tra la fine del XII e il XIII secolo. Progressivamente venne utilizzato anche dove la sua funzione strutturale non era necessaria, per le arcate decorative delle finestre o delle facciate.
Il peso della volta era sostenuto da pilastri relativamente sottili, ma le spinte laterali dovevano essere contenute da contrafforti sporgenti, in quanto per consentire la presenza di finestre alte ad illuminare la navata centrale, le navate laterali e il triforio non erano sufficienti a contenerle. Verso la fine del XII secolo ai contrafforti pieni si sostituirono gli archi rampanti (Notre-Dame di Parigi dopo il 1180, cattedrale di Chartres, dopo l'incendio del 1194). La loro introduzione permise di sopprimere il triforio, aumentando ulteriormente la superficie delle finestre alte.
L'evoluzione è in direzione di chiese con navate sempre più alte, coperte da volte sempre più leggere e illuminate da finestre sempre più alte.

### Pianta
La pianta elaborata per le chiese romaniche, con tre navate, ampio transetto e coro con deambulatorio e con cappelle disposte a raggiera, venne adottata anche per le cattedrali e le grandi chiese gotiche.
Nel primo coro della cattedrale di Laon e nel coro di Notre-Dame di Parigi mancavano le cappelle del deambulatorio. In seguito queste vennero in genere realizzate contigue tra loro e con la cappella posta sull'asse centrale, per lo più dedicata alla Vergine, di dimensioni maggiori.
Nella Francia occidentale e soprattutto meridionale sono presenti cattedrali a navata unica, con contrafforti interni, tra i quali sono ricavate le cappelle laterali. Cappelle laterali comparvero anche nelle chiese a tre navate: costruite tra i pilastri esterni a cui poggiano gli archi rampanti, erano affidate a confraternite, associazioni di mestieri, grandi famiglie, ed erano dedicate a santi particolarmente venerati.
Delle torri erano erette ai lati della facciata e a volte anche ai lati delle facciate secondarie del transetto (cattedrali di Laon, di Chartres, di Reìms).

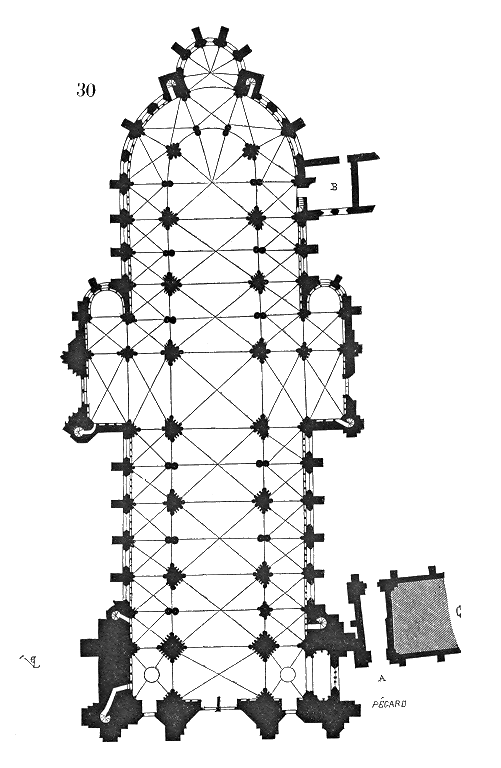
Pianta della cattedrale di Saint-Étienne di Sens (dal 1143)
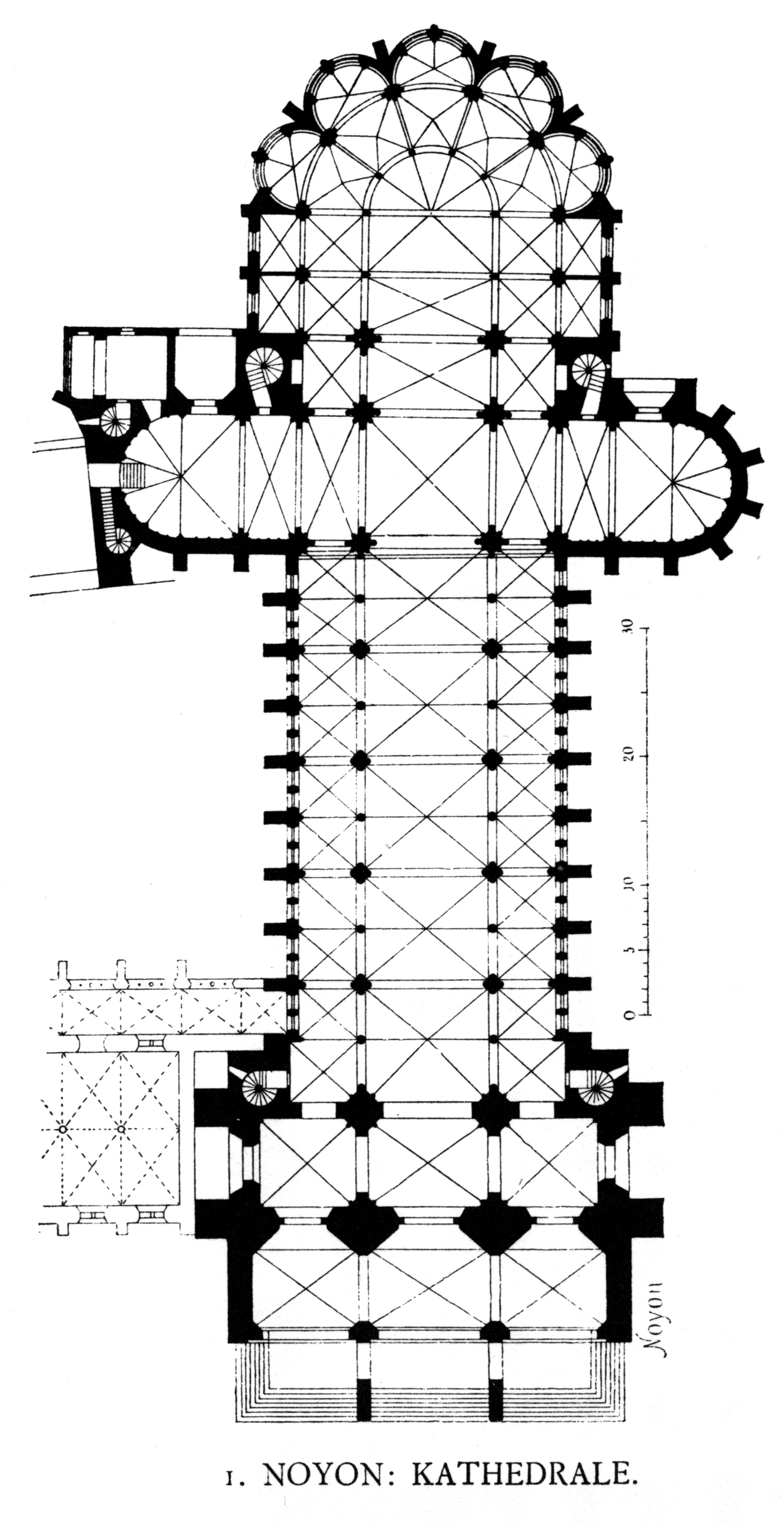
Pianta della cattedrale di Notre-Dame di Noyon (dal 1150)
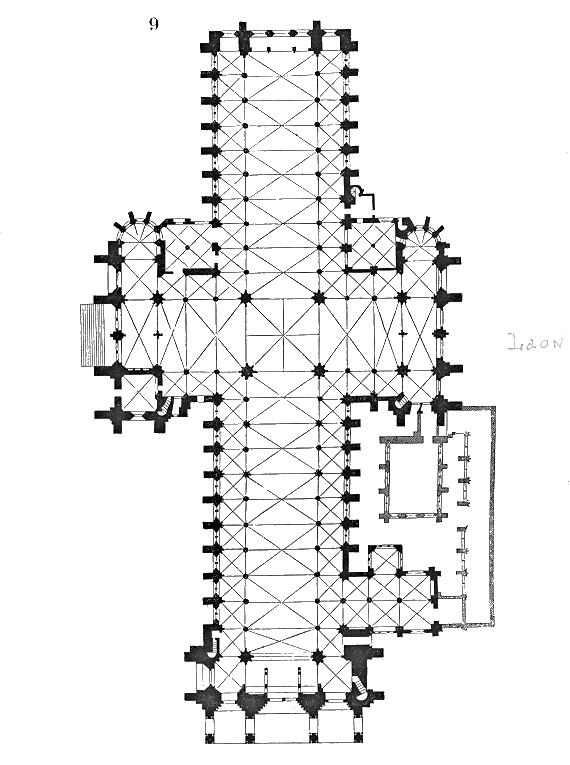
Pianta della cattedrale di Notre-Dame di Laon (dal 1150-1155)
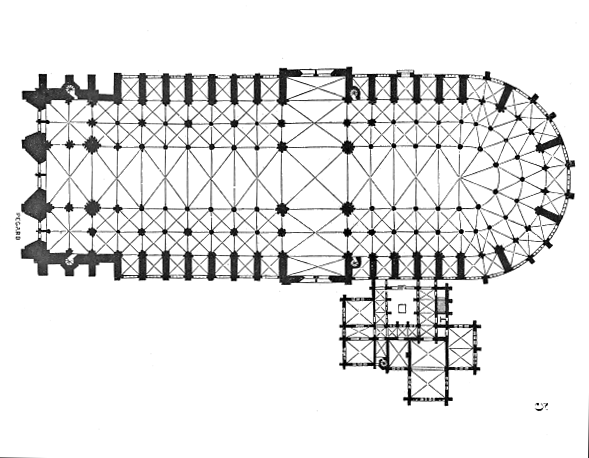
Pianta della cattedrale di Notre-Dame di Parigi (dal 1163)
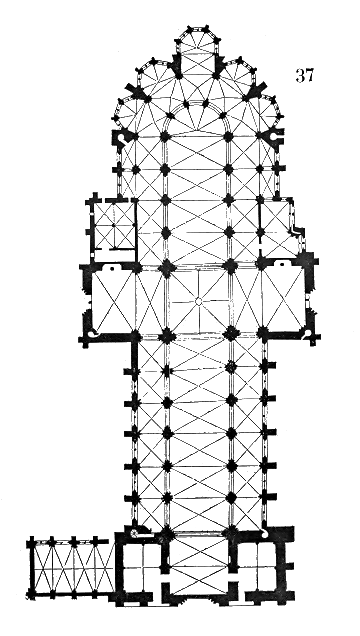
Pianta della cattedrale di Notre-Dame di Bayeux (dal 1180)
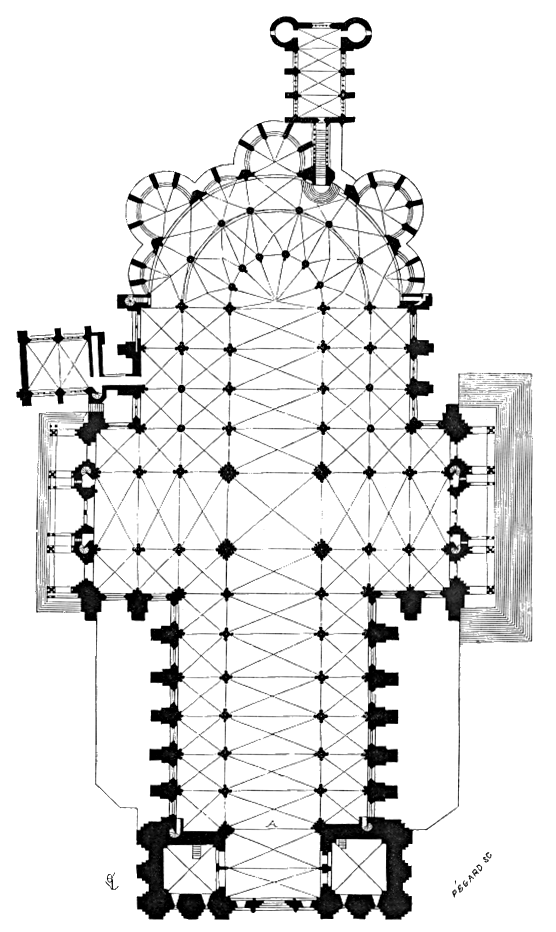
Pianta della cattedrale di Notre-Dame di Chartres (da dopo il 1194)
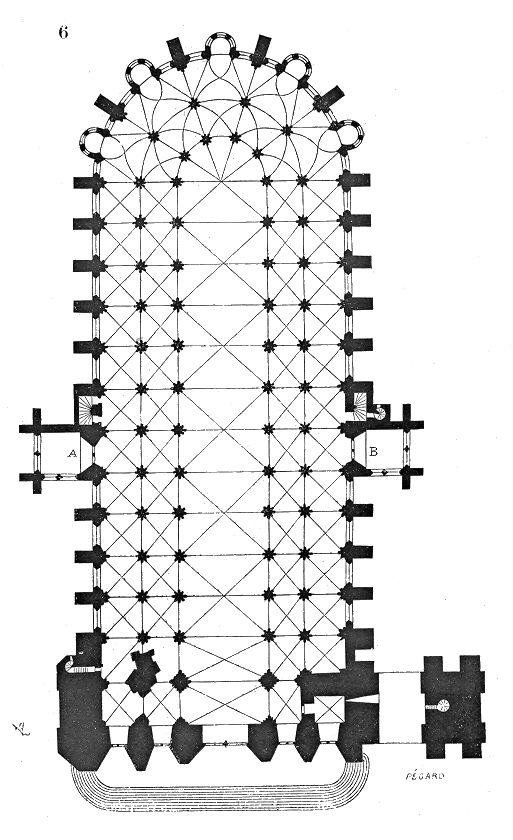
Pianta della cattedrale di Saint-Étienne di Bourges (dal 1195)
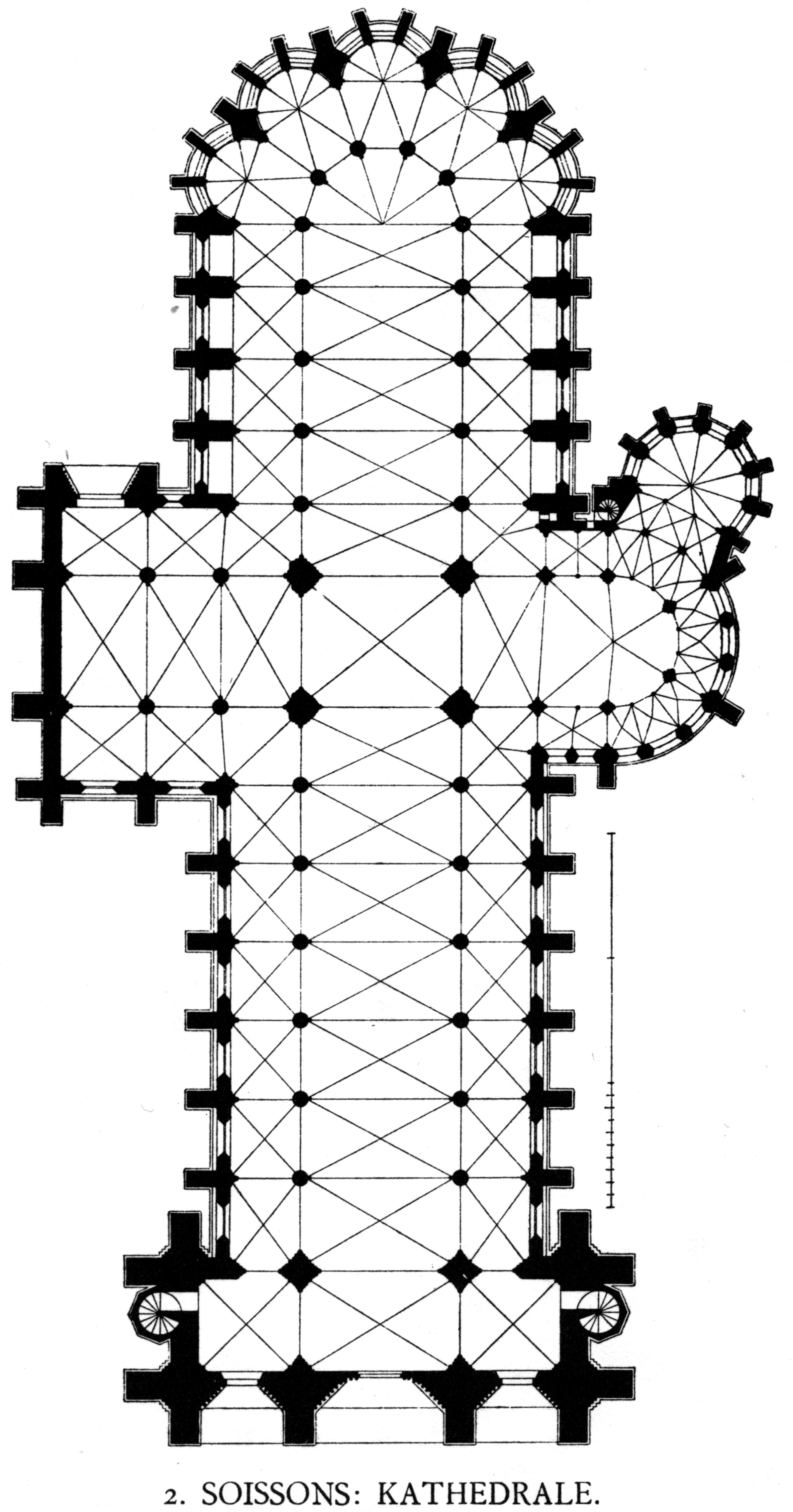
Pianta della Cattedrale dei Santi Gervasio e Protasio di Soissons (dal 1200 circa)
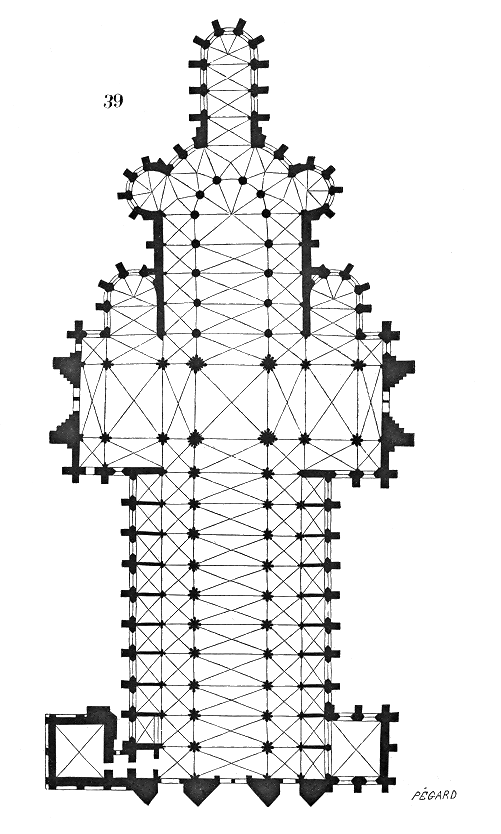
Pianta della cattedrale di Notre-Dame de l'Assomption di Rouen (navata, da dopo il 1200)
Pianta della cattedrale di Notre-Dame di Reims (dal 1211)
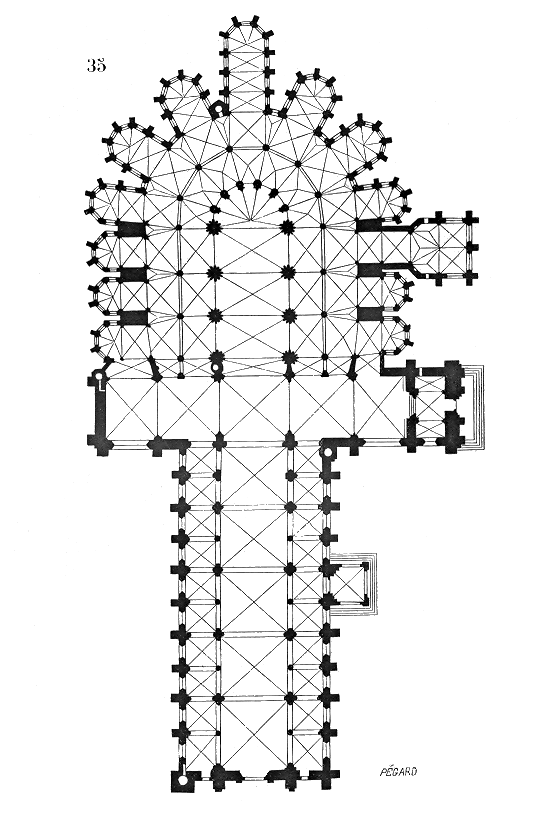
Pianta della cattedrale di Saint-Julien di Le Mans (coro, dal 1217)
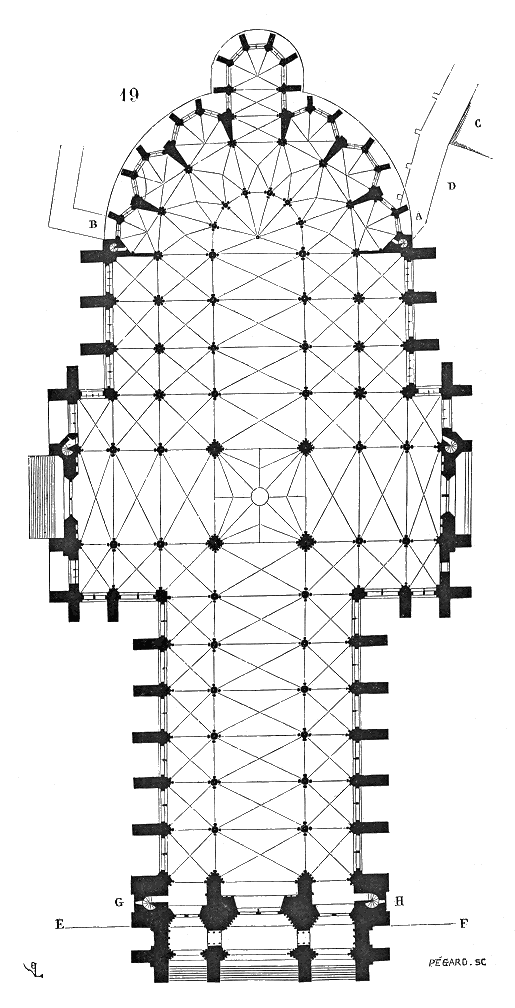
Pianta della cattedrale di Notre-Dame di Amiens (dal 1220)
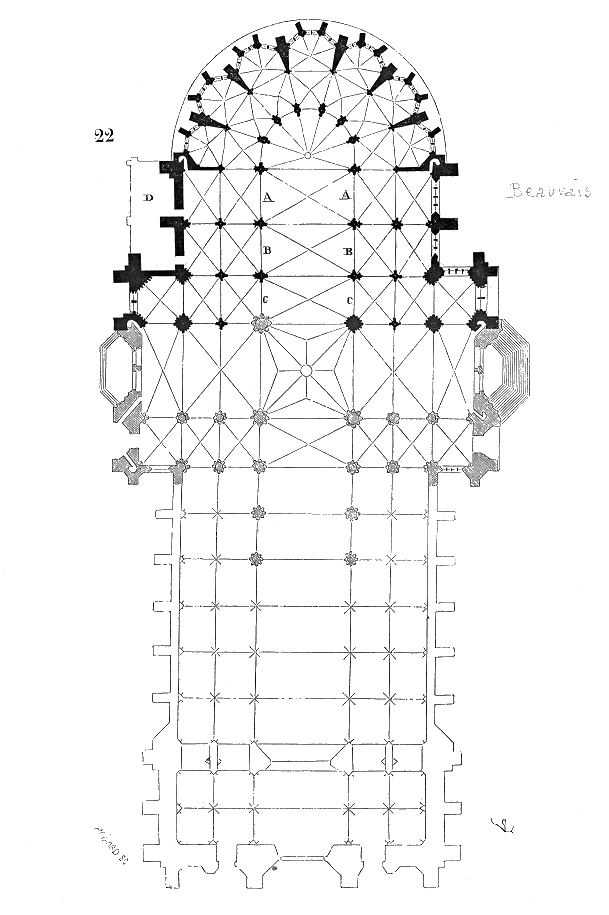
Pianta della cattedrale di Saint-Pierre di Beauvais (dal 1225)
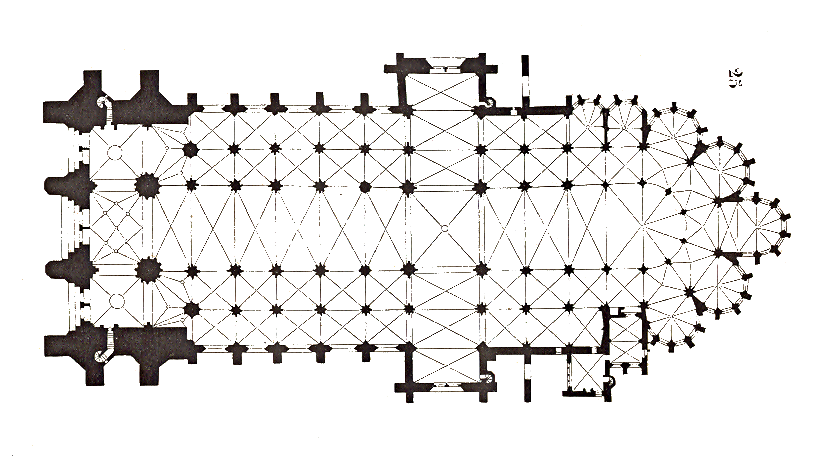
Pianta della Cattedrale dei Santi Pietro e Paolo di Troyes (dal 1228)
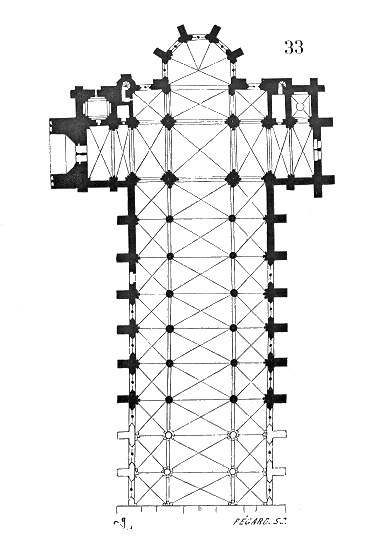
Pianta della cattedrale di Saint-Étienne di Châlons-en-Champagne (da dopo il 1230)
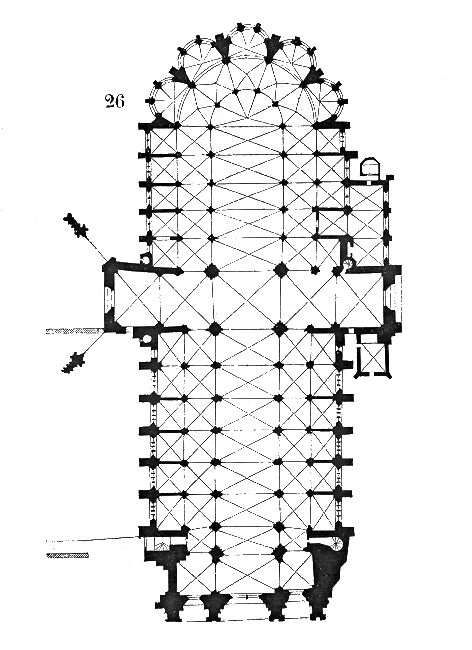
Pianta della cattedrale di Saint-Gatien di Tours (coro, dal 1236)
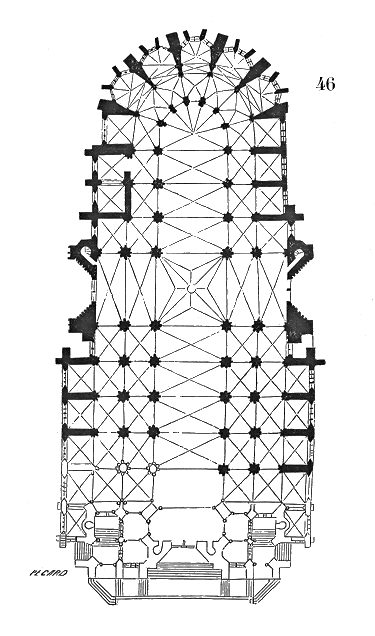
Pianta della cattedrale di Notre-Dame-de-l'Assomption di Clermont-Ferrand (dal 1248)
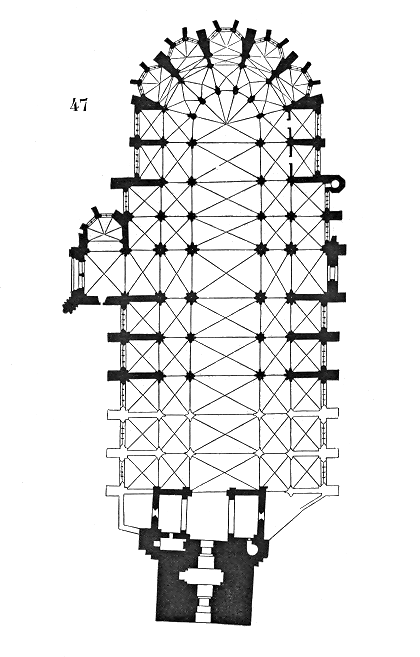
cattedrale di Saint-Étienne di Limoges (dal 1273)
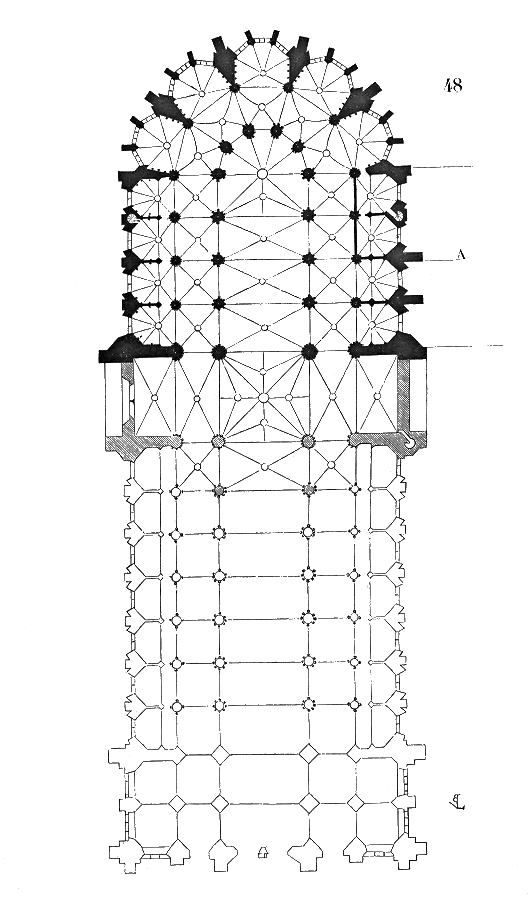
Pianta della cattedrale di Saint-Just di Narbona (dal 1286)

### Elevazione
La muratura veniva realizzata con blocchi di pietra ben squadrati e in genere era ricoperta all'interno da un intonaco sul quale erano incisi finti giunti tra i blocchi. A volte erano presenti delle catene metalliche destinate a rinforzare le strutture.
All'interno le navate sono separate da grandi archi, sostenuti da pilastri polilobati. Un'alternanza tra pilastri e colonne si ritrova solo negli esempi più antichi (cattedrali di Senlis e di Noyon e ultime campate della cattedrale di Laon).
Al di sopra delle arcate la tribuna inizialmente presente (XII secolo) venne in seguito rimpiazzata dal triforio (XIII secolo), realizzato nello spessore del muro e aperto sulla navata centrale o mediante una serie continua di arcate (cattedrali di Chartres e di Reims), ovvero con arcate inserite a gruppi in un arco maggiore (cattedrale di Amiens).
Nel secondo quarto del secolo la galleria si apre verso l'esterno e tutto lo spazio della parete viene ad essere occupato da finestre altissime, rese possibili dalle volte a crociera che riportano le spinte ai quattro angoli.
Le volte sono sorrette da pilastri costituiti da un insieme di sottili colonne che salgono senza interruzioni fino all'imposta della volta, dove si trasformano nelle nervature di questa, accentuando lo slancio verticale.

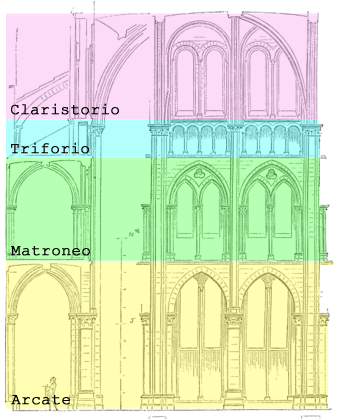
Disegno delle pareti della navata centrale nella cattedrale di Notre-Dame di Noyon (dal 1150).
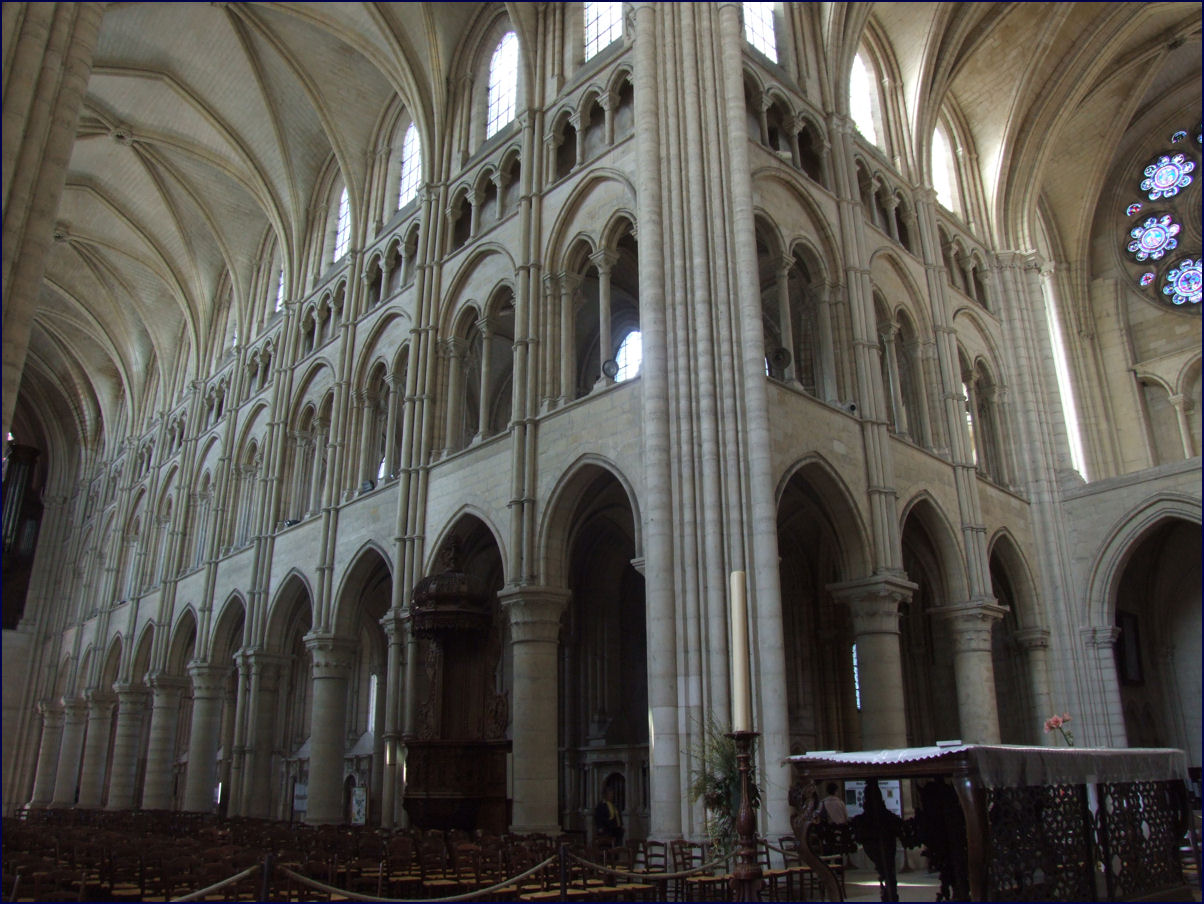
Pareti della navata centrale e del transetto nella cattedrale di Notre-Dame di Laon (dal 1150-1155)
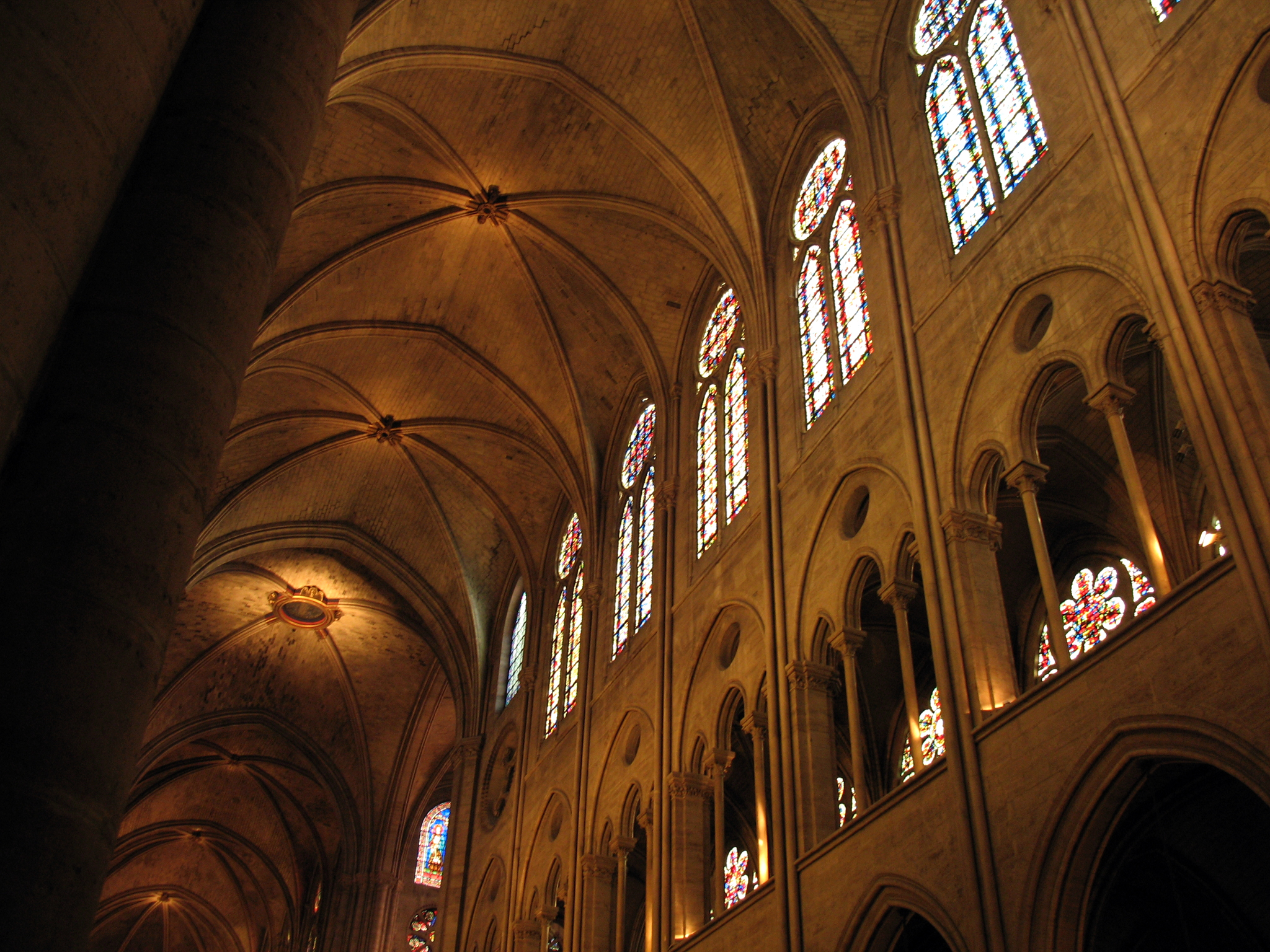
Parte alta delle pareti della navata centrale nella cattedrale di Notre-Dame di Parigi (dal 1163)
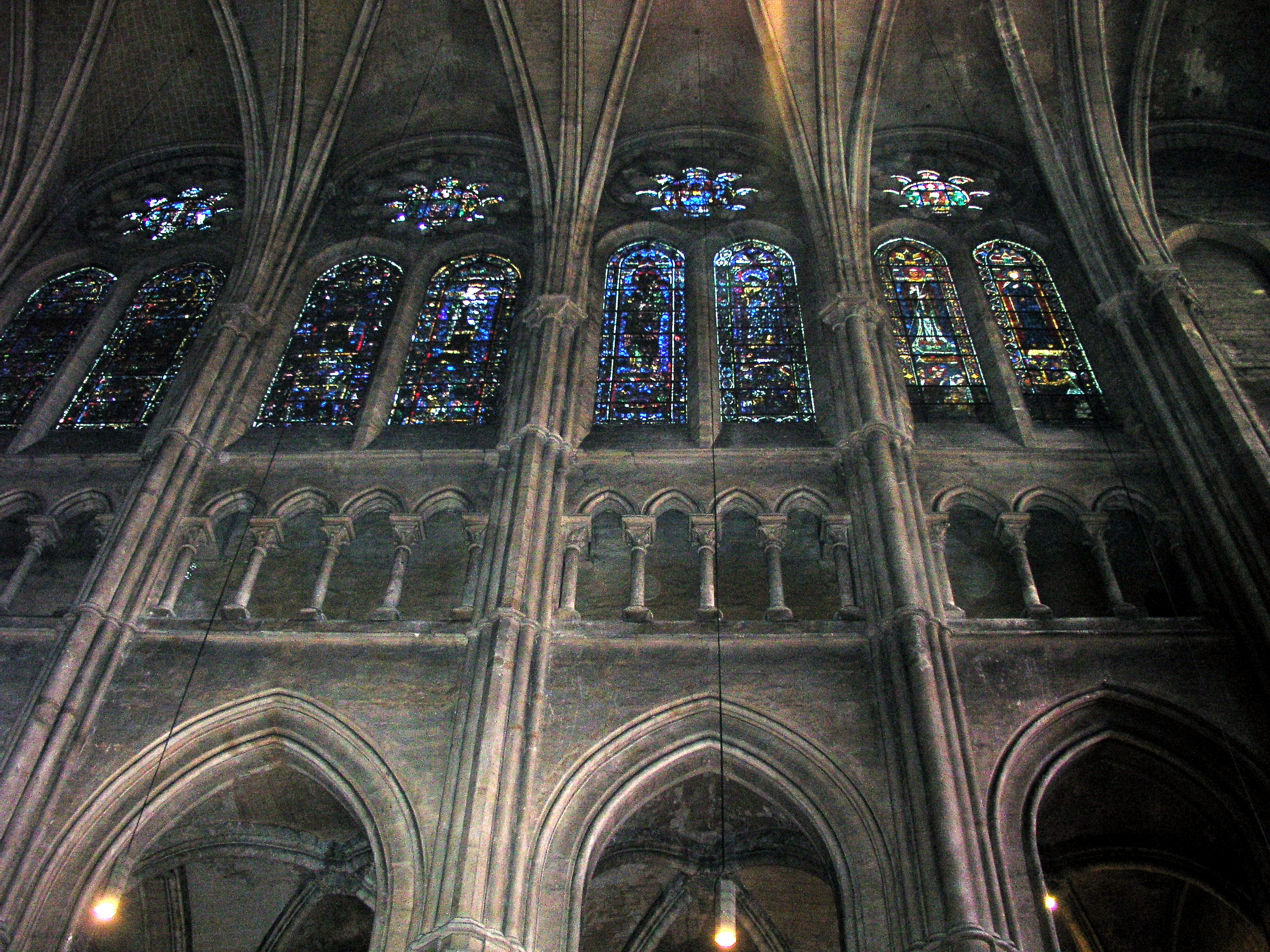
Parte alta delle pareti della navata centrale nella cattedrale di Notre-Dame di Chartres (da dopo il 1194)
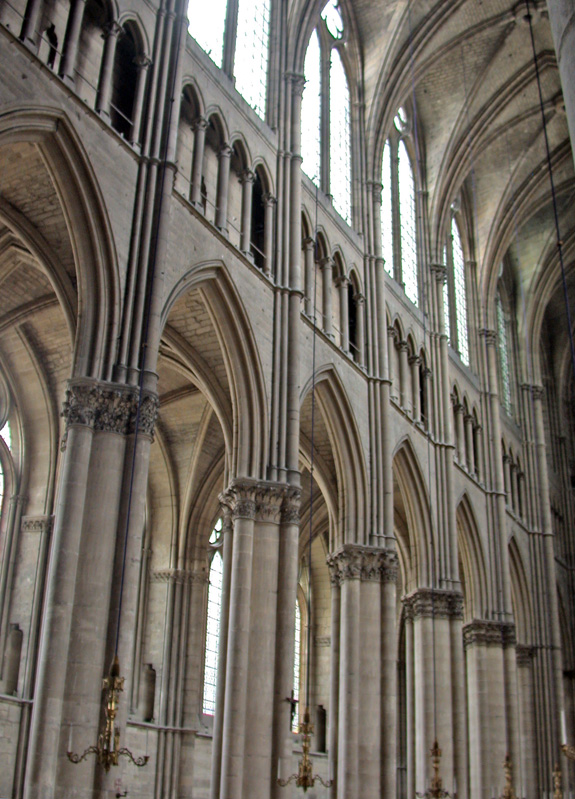
Pareti della navata centrale nella cattedrale di Notre-Dame di Reims (dal 1211)
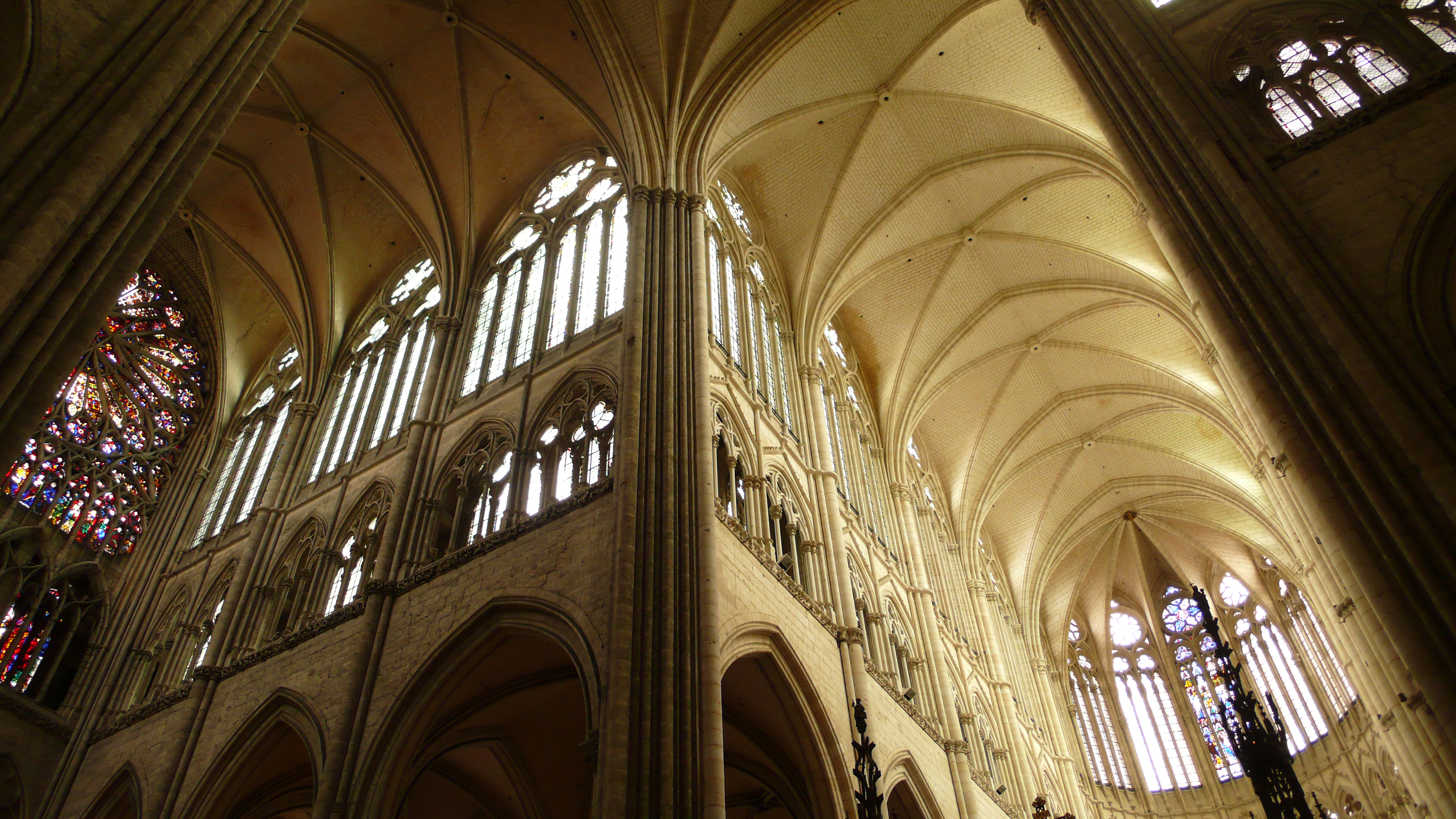
Pareti della navata e del transetto nella cattedrale di Notre-Dame di Amiens (dal 1220)
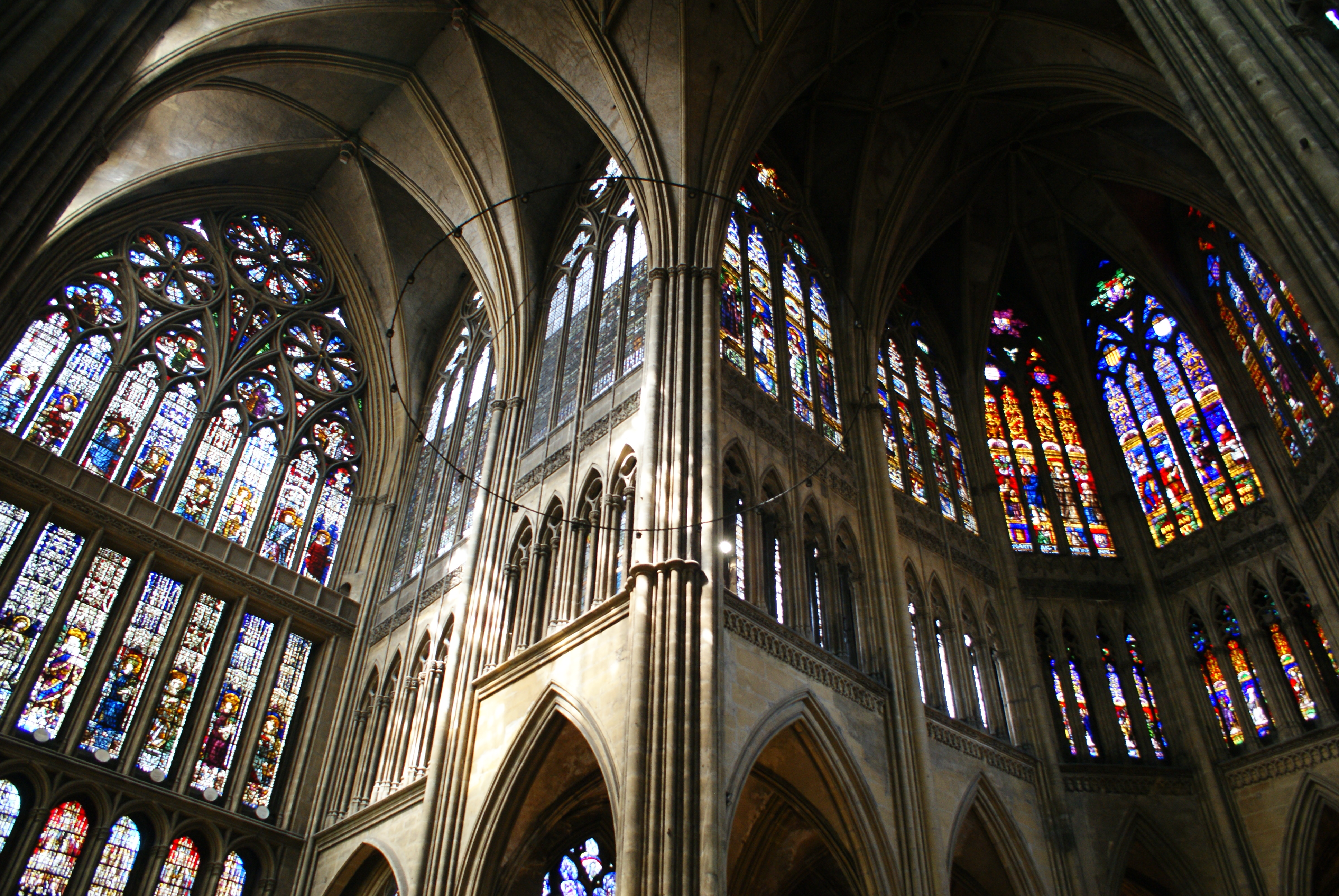
Pareti dell'abside e del transetto nella cattedrale di Saint-Étienne di Metz (dal 1220)
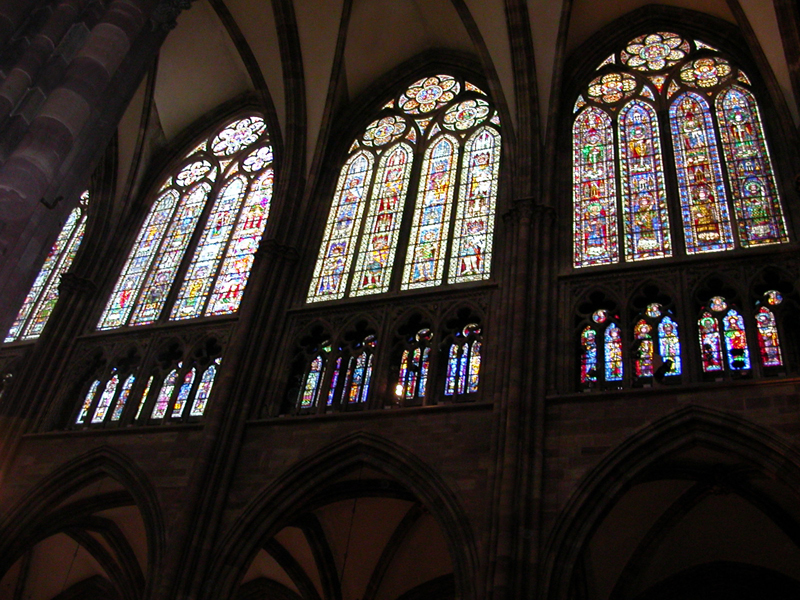
Parte alta delle pareti della navata centrale nella cattedrale di Notre-Dame di Strasburgo (navata gotica, dal 1225)

## Decorazione

### Scultura

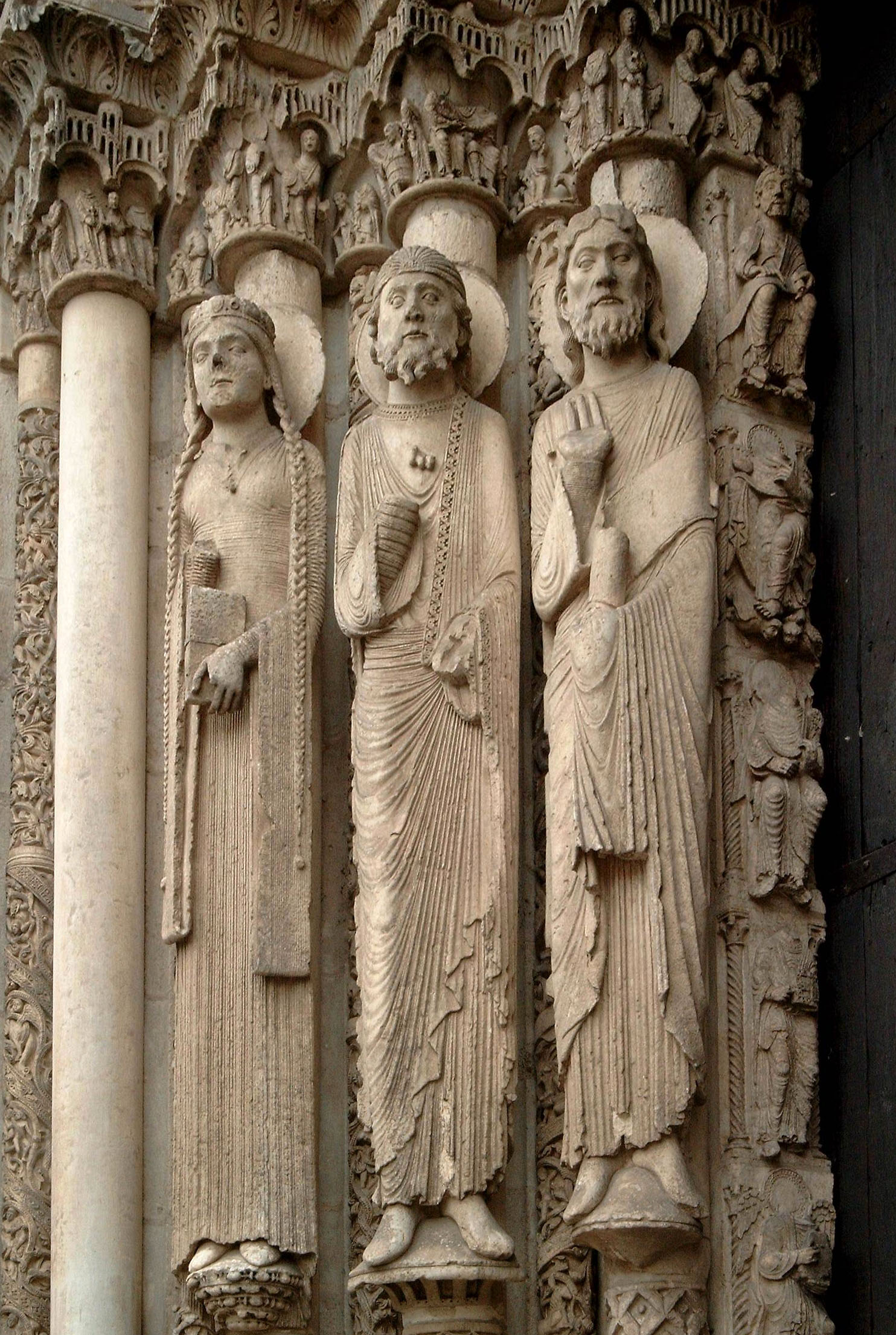
Statue del portale centrale della cattedrale di Chartres (1142-1150)

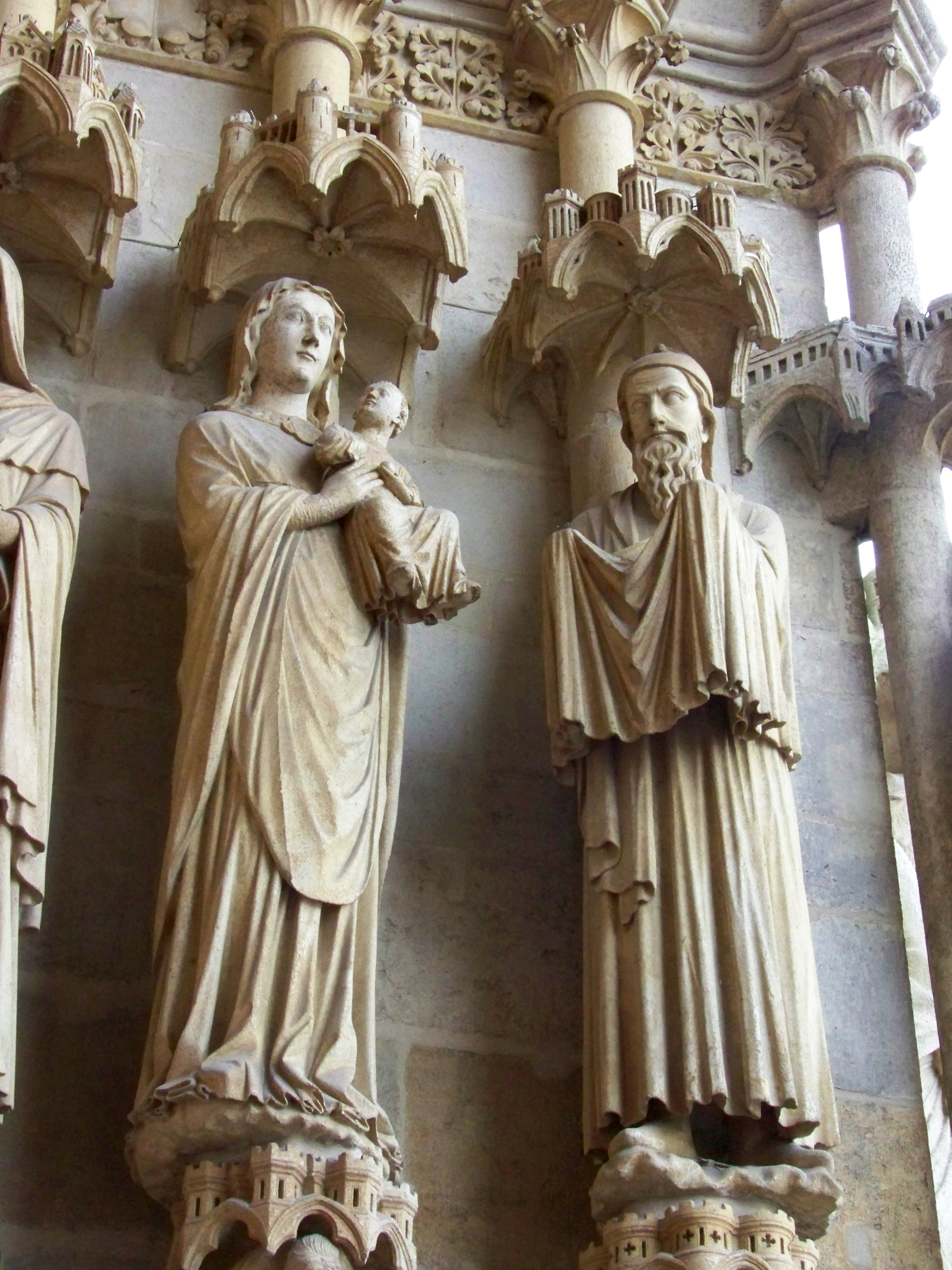
La Presentazione al Tempio, statue del portale meridionale della facciata della cattedrale di Amiens (1220-1236)

Lo stile delle sculture si libera dagli schemi tradizionali e viene creato un nuovo repertorio decorativo basato sull'osservazione degli elementi della natura (foglie, fiori e frutti), mentre spariscono gli animali mostruosi del repertorio romanico.
I capitelli perdono di importanza, per evitare che interrompano lo slancio verticale delle sottili colonne che formano i pilastri e proseguono ininterrotte nelle nervature della volta.
Il corpo umano acquista proporzioni e atteggiamenti più naturali e più distesi, e nei portali le sculture coi loro volumi prendono il posto delle colonne. Le forme, inizialmente limitate da quelle del blocco di partenza, adattate all'architettura, si fanno via via più libere.
I temi iconografici, destinati a trasmettere l'insegnamento religioso, si fissano: il Giudizio universale rappresentato nelle lunette dei portali su più registri sovrapposti, la Vergine con il Bambino in maestà e le scene della vita del Cristo o della Vergine. A questi temi si aggiungono quelli del sapere medioevale: le occupazioni dei mesi o le scienze del Trivio e del Quadrivio.
Sia le sculture che le decorazioni erano in origine completate con la pittura e la doratura.
Gli scultori lavoravano a partire dalle indicazioni degli architetti e dei mastri, a loro volta concordate con i canonici, sulla base di disegni. Non firmano le loro opere e non ne sono tramandati i nomi. Spesso ogni cantiere ha le proprie tradizioni e possono lavorarvi scultori più o meno avanzati senza che ci sia rottura dell'uniformità dell'insieme.

### Vetrate
Le grandi finestre delle cattedrali gotiche avevano vetrate colorate nelle quali si narravano storie bibliche e le vite dei santi. Le vetrate erano realizzate con un mosaico di pezzetti di vetro colorato sopra i quali erano dipinti i particolari, uniti da piombi. Il vetro colorato era ottenuto mescolando ossidi diversi alla pasta in fusione.

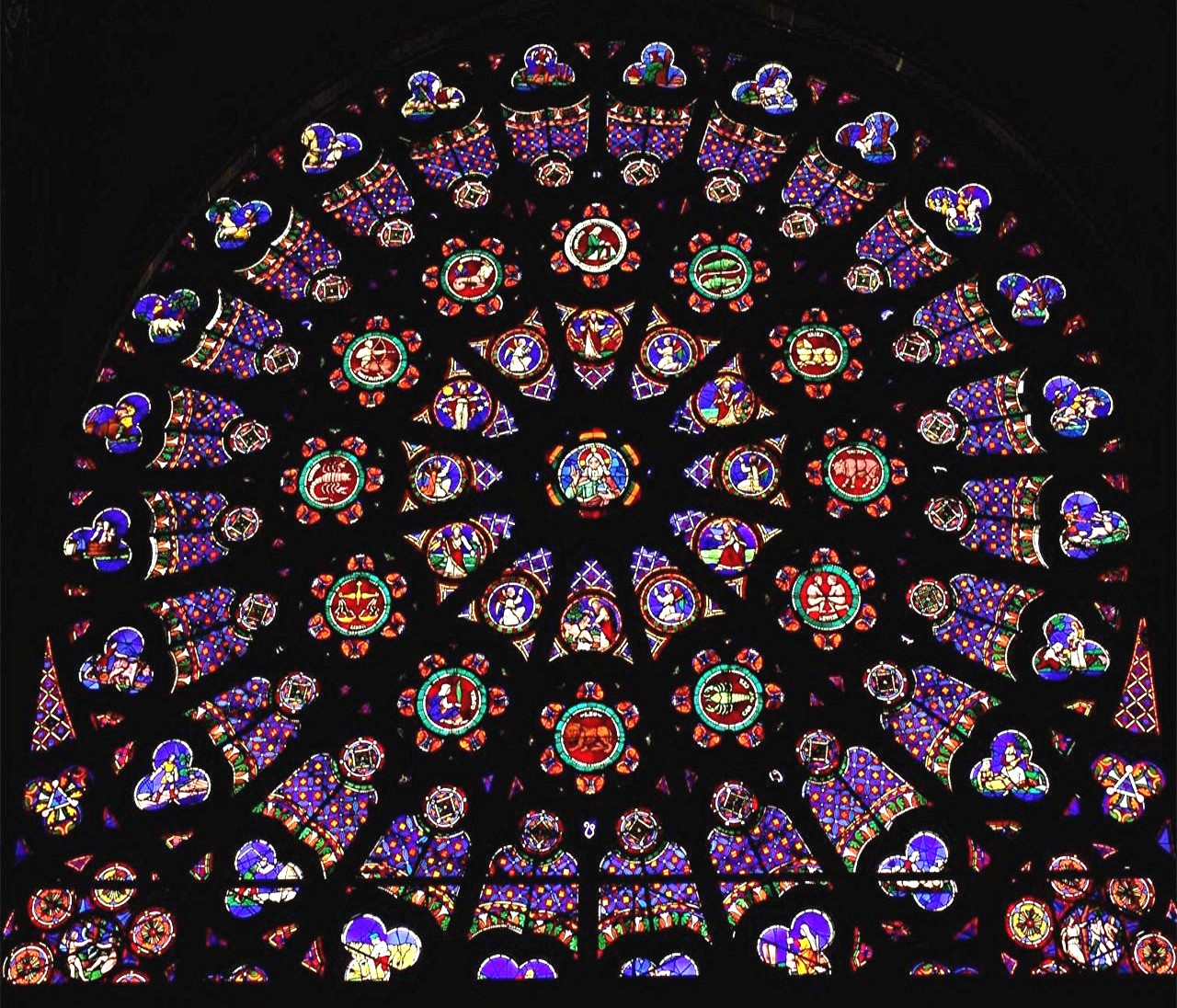
Rosone del transetto nord della chiesa abbaziale di Saint-Denis di Parigi
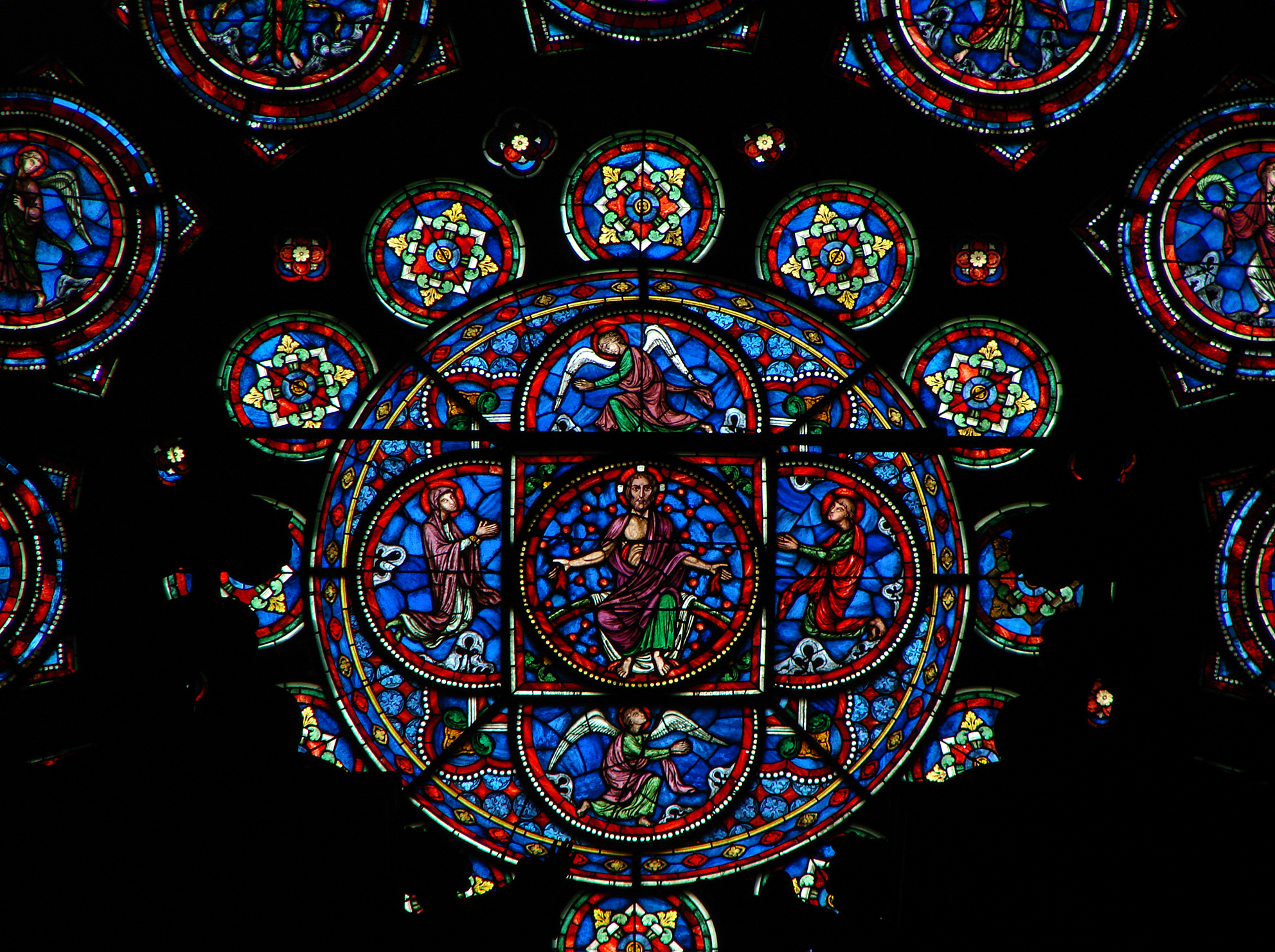
Rosone della facciata della cattedrale di Laon, particolare  (1220-1230)
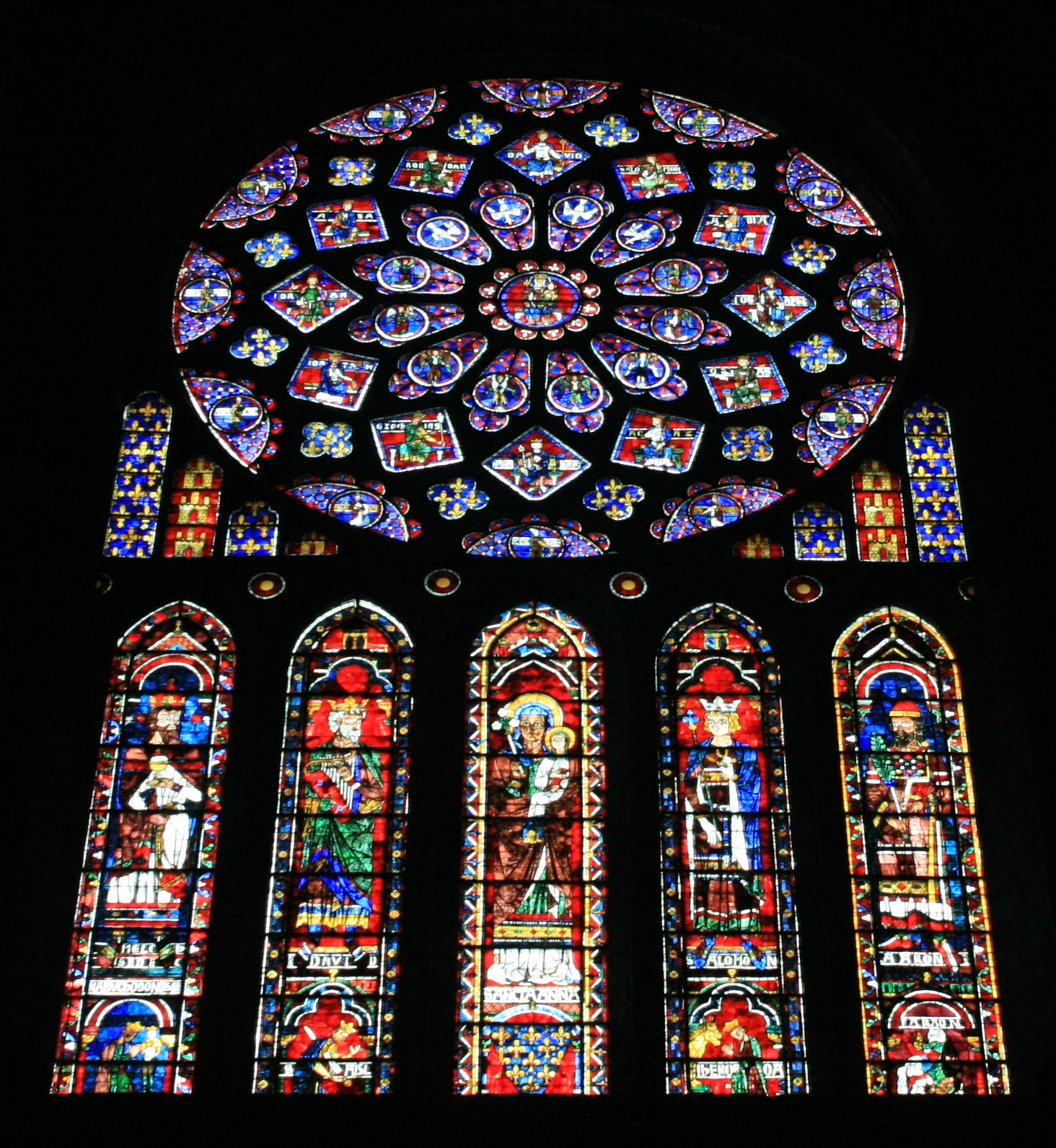
Rosone e vetrate del transetto settentrionale della cattedrale di Chartres (1230)
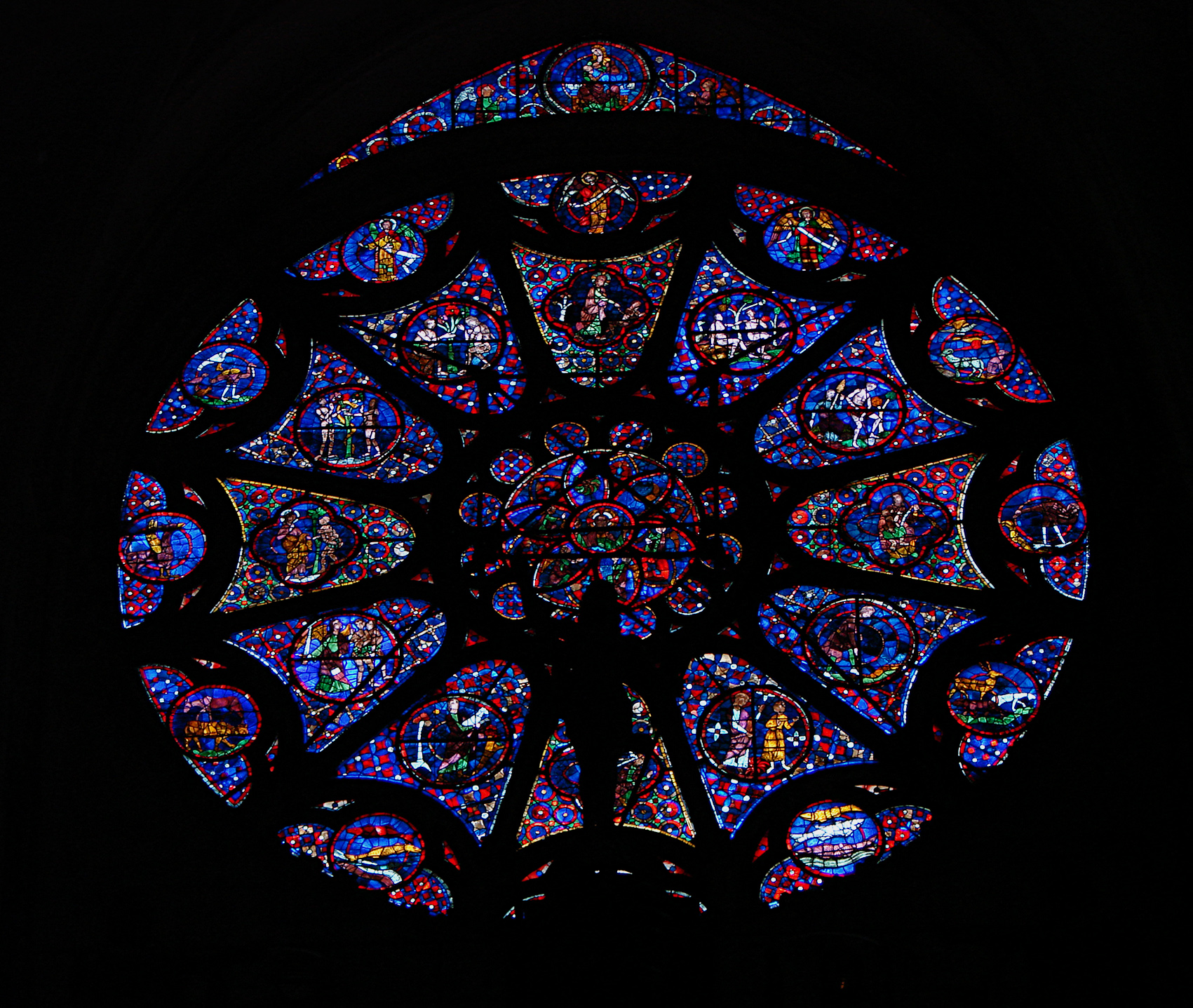
Rosone del transetto settentrionale della Cattedrale di Reims